# Svensksprogede forfattere
Liste over svensksprogede forfattere fra Sverige, Finland, Åland og Estland. 

## A
- Bror Abelli (1880–1962)
- Selma Abrahamsson (1871–1911)
- Johan Adell (* 1963)
- Lars Adelskogh (* 1950)
- Claes Adolf Adelsköld (1824–1907)
- Axel Adlercreutz (* 1917)
- Karin Adlersparre (1851–1895)
- Eva Adolfsson (* 1942–2010)
- Gunnar Adolfsson (1906–1983)
- Josefine Adolfsson (* 1973)
- Arvid August Afzelius (1785–1871)
- Anders Agell (1930–2008)
- Rolf Aggestam (* 1941)
- Ruben Agnarsson (* 1962)
- Alfhild Agrell (1849–1923)
- Sigurd Agrell (1881–1937)
- Wilhelm Agrell (* 1950)
- Erik Ågren (1924–2008)
- Gösta Ågren (* 1936)
- Leo Ågren (1928–1984)
- Kennet Ahl (Pseudonym = Lasse Strömstedt og Christer Dahl)
- Olga Ahl (1868–1924)
- Dag Sebastian Ahlander (* 1944)
- Alf Ahlberg (1892–1979)
- Bengt Ahlfors (* 1937)
- Ernst Ahlgren = Victoria Benedictsson (1850–1888)
- Stig Ahlgren (1910–1996)
- Gunnel Ahlin (1918–2007)
- Henny Åhlin (* 1930)
- Lars Ahlin (1915–1997)
- Per Ahlin (* 1961)
- Per Ahlmark (* 1939)
- Kristina Ahlmark-Michanek (* 1938)
- Martin Ahlquist (* 1971)
- Sivar Ahlrud = Kollektivpseudonym for Ivar Ahlstedt og Sid Roland Rommerud
- Ivar Ahlstedt (1916–1967)
- Johan Ahlsten (1893–1981)
- Gabriella Ahlström (* 1963)
- Alexander Ahndoril (* 1967)
- Astrid Ahnfelt (1876–1962)
- Arvid Ahnfelt (1845–1890)
- Knut Ahnlund (1923–2012)
- Jac (Johan Jacob) Ahrenberg (1847–1914)
- Marianne Ahrne (* 1940)
- Axel Frithiof Åkerberg (1833–1901)
- Annie Åkerhielm (1869–1956)
- Helge Åkerhielm (1910–1968)
- Eric Åkerlund (* 1943)
- Sofia Åkerman (* 1984)
- Sonja Åkesson (1926–1977)
- Maria Isabel Alander (* 1967)
- Susanna Alakoski (* 1962)
- Anders Aleby (1895–1981)
- Eva Alexanderson (1911–1994)
- Sven Alfons (1918–1996)
- Hasse Alfredson (* 1931)
- Karin Alfredsson (* 1953)
- Inger Alfvén (* 1940)
- Malin Alfvén (* 1947)
- Magnus Alkarp (* 1959)
- Mattias Alkberg (* 1969)
- Ove Allansson (* 1932)
- Anna-Lisa Almqvist (1903–1993)
- Bertil Almqvist (1902–1972)
- Carl Jonas Love Almqvist (1793–1866)
- Kurt Almqvist (1912–2001)
- Gertrud Almqvist-Brogren (1875–1954)
- Morgan Alling (* 1968)
- Rolf Almström (* 1961)
- Marianne Alopaeus (* 1918)
- Rolf Alsing (* 1948)
- Clemens Altgård (* 1959)
- Ann-Charlotte Alverfors (* 1947)
- Barbro Alving (1909–1987)
- Fanny Alving (1874–1955)
- Karin Alvtegen (* 1965)
- Ronny Ambjörnsson (* 1936)
- Elin Ameen (1852–1913)
- Ivan T. Aminoff (1868–1928)
- Karin Anckarsvärd (1915–1969)
- Bo Ancker (1926–1997)
- Kestin Anckers (* 1931)
- Åsa Anderberg Strollo (* 1973)
- Bengt Anderberg (1920–2008)
- Thomas Anderberg (* 1956)
- Anders Anderson (1822–1892)
- Hans Anderson (1934–2010)
- Håkan Anderson (* 1945)
- Lena Anderson (* 1939)
- Bernt-Olov Andersson (* 1945)
- Christina Andersson (* 1936)
- Christoph Andersson (* 1956)
- Curt Andersson (* 1940)
- Claes Andersson (* 1937)
- Dan Andersson (1888–1920)
- Erik Andersson (* 1962)
- Gunder Andersson (* 1943)
- Ingrid Andersson (1918–1994)
- Kent Andersson (1933–2005)
- Lars Andersson (* 1954)
- Mary Andersson (* 1929)
- Mattias Andersson (* 1965)
- Paul Andersson(1930–1976)
- Urban Andersson (* 1938)
- Roland Andreasson (* 1936)
- Renzo Aneröd (* 1969)
- Hilma Angered Strandberg (1855–1927)
- Gerda Antti (* 1929)
- Johannes Anyuru (* 1979)
- Agneta Ara (* 1945)
- Siv Arb (* 1931)
- Farnaz Arbabi (* 1977)
- Olof Johannes Arbmann (1887–1955)
- Gunnar Ardelius (* 1981)
- Lars Ardelius (1926–2012)
- Britt Arenander (* 1941)
- Victor Arendorff (1878–1958)
- Jan Arnald (* 1963) Pseudonym = Arne Dahl
- Sivar Arnér (1909–1997)
- Martin Arnesen (* 1953)
- Karl-Olov Arnstberg (* 1943)
- Elisabeth Aronson (1888–1973)
- Mårten Aronson (* 1944)
- Stina Aronson (1892–1956)
- Lena Arro (* 1956)
- Årstafrun (Märta Helena Reenstierna) (1753–1841)
- Claes Arvidsson (* 1953)
- Ingid Arvidsson (* 1919)
- Stellan Arvidsson (1902–1997)
- Tomas Arvidsson (* 1941)
- Lena Arvidsson-Artman (* 1955)
- Adolf Ivar Arvvidsson (1791–1858)
- Erik Åsard (* 1947)
- Eva Åsbrink (1912–2001)
- Erik Asklund (1908–1980)
- Frida Åslund (1879–1937)
- Werner Aspenström (1918–1997)
- Karl Asplund (1890–1978)
- Magnus Olai Asteropherus (1579–1647)
- Per Daniel Amadeus Atterbom (1790–1855)
- Lars Åke Augustsson (* 1949)
- Kathrine Aurell (1901–1986)
- Tage Aurell (1895–1976)
- Heidi Avellan (* 1961)
- Hans-Gunnar Axberger (* 1952)
- Sture Axelsson (1913–1976)
- Majgull Axelsson (* 1947)
- Sun Axelsson (1935–2011)
- Åke Axelsson (* 1931)
- Jacob Axelsson Lindblom (1746–1819)

## B
- Albert Ulrik Bååth (1853–1912)
- Cecilia Bååth-Holmberg (1857–1920)
- Barbro Backberger (1932–1999)
- Marianne Backlén (* 1952)
- Sigrid Backman (1886–1938)
- Kalle Bäck (* 1949)
- Kerstin Bäck (* 1943)
- Anna-Lisa Bäckman (* 1941)
- Ida Bäckman (1867–1950)
- Edvard Bäckström (1841–1886)
- Lars Bäckström (1953–2006)
- Ann-Christine Bärnsten (* 1957)
- Antoinette Baker (* 1934)
- Marjaneh Bakhtiari (* 1980)
- Bo Balderson (Pseudonym, anden halvdel af det 20. århundrede)
- Gunnar Balgård (* 1938)
- Annika Banfield (* 1952)
- Simon Bank (* 1975)
- Gunilla Banks (* 1936)
- Johan Bargum (* 1943)
- Sven Barthel (1903–1991)
- Per Bauhn (* 1960)
- Zulmir Bečević (* 1982)
- Bengt Beckman (* 1925)
- Erik Beckman (1935–1995)
- Gunnel Beckman (1910–2003)
- Staffan Beckman (* 1934)
- Fateme Behros (* 1944)
- Ingrid Beije(1910–1966)
- Harald Beijer (1896–1955)
- Carl Michael Bellman (1740–1795)
- Karin Bellman (* 1965)
- Emma Bendz (1858–1927)
- Victoria Benedictsson (1850–1888)
- Josefina Bengts (1875–1925)
- Erik Bengtson (* 1938)
- Lars-Olof Bengtson (* 1958)
- Alexander Bentsson (* 1984)
- Frans G. Bengtsson (1895–1954)
- Hans-Uno Bengtsson (1953–2007)
- Jesper Bengtsson (* 1968)
- Ragnar Bengtsson(1910–1961)
- Staffan Bengtsson (* 1955)
- Aase Berg (* 1967)
- Bengt Berg (zoolog) (1885–1967)
- Bengt Berg (poet) (* 1946)
- Curt Berg (1901–1971)
- Daniel Berg (1887–1937)
- Eva Berg (1904–1980)
- Skogekär Bergbo (Pseudonym, 17. århundrede)
- Rolf Berge (1913–1974)
- Ursula Berge (* 1965)
- Stig Bergendorff (1913–1995)
- Göran Bergengren (* 1945)
- Björn Bergenholtz (* 1962)
- Charlotta Berger (1784–1852)
- Henning Berger (1872–1924)
- Eva Berggrén (1925–2009)
- Rut Berggren (1918–2008)
- Tobias Berggren (* 1940)
- Jonas Bergh (* 1969)
- Rickard Berghorn (* 1972)
- Jan Berglin (* 1960)
- Olof Bergklint (1733–1805)
- Sven O. Bergkvist (1927–1998)
- Ann-Marie Berglund (* 1952)
- Björn Berglund (* 1938)
- Lars Berglund (1921–2002)
- Marianne Berglund (* 1960)
- Bo Bergman (1869–1967)
- Carl Wilhelm Bergman (1820–1857)
- Daniel Bergman (1869–1932)
- Hjalmar Bergman (1883–1931)
- Ingmar Bergman (1918–2007)
- Petter Bergman (1934–1986]
- Stina Bergman (1888–1976)
- Thomas Bergman (* 1947)
- Astrid Bergman Sucksdorff (* 1927)
- Tor Bergner (1913–1990)
- Jan Bergquist (1942–1993)
- Janne Bergquist (1930–1994)
- Lars Bergquist (* 1930)
- (Karin) Magda(lena) Bergquist (1899–1976)
- Erik Bergqvist (* 1970)
- Hans Bergrahm (1921–1965)
- Hugo Bergroth (1866–1937)
- Kersti Bergroth-Matson (1866–1975)
- Johan Bergstad (* 1973)
- Göran Bergstrand (* 1930)
- Mats Bergstrand (* 1960)
- Per Emanuel Bergstrand (1834–1890)
- Elisabeth Bergstrand-Poulsen (1887–1955)
- Bo Bergström (* ?)
- Eva Bergström (* 1961)
- Gunilla Bergström (* 1942)
- Matti Bergström (* 1922)
- Helga Bergvall (1907–1978)
- Julie Bernby (1918–2001)
- Carl Johan Bernhard (* 1939)
- Jenny Berthelius (* 1923)
- Elisabeth Beskow (1870–1928)(Pseudonym = Runa)
- Elsa Beskow (1874–1953)
- Natanael Beskow (1865–1953)
- Eugenie Beskow-Heerberger (1867–1955)
- Eva Bexell (* 1945)
- Sven Peter Bexell (1775–1864)
- Martina Bigert (* 1964)
- Carl Bildt (forfatter) (1850–1931)
- David Julius Billengren (1802–1862)
- Ernst Billgren (* 1957)
- Fritiof Billquist (1901–1972)
- Selma Billström (1843–1926)
- Johan Birath (* 1961)
- Marcus Birro (* 1972)
- Peter Birro (* 1966)
- Erwin Bischofberger (1936-2012)
- Karolina Bjällerstedt Mickos (* 1968)
- Lisa Bjärbo (* 1980)
- Andre Bjerke (1918–1985) (Pseudonym = Bernhard Borge)
- Ulla Bjerne-Biaudet (1890–1969)
- Ragnar Bjersby (1920–1998)
- Staffan Bjerstedt (* 1964)
- Erika Bjerström (* 1962)
- Anna Ingeborg Amalia Björck (1880–1969)
- Ernst Björck (1838–1868)
- Christina Björk (* 1938)
- Monika Björk (* 1944)
- Hans Björkegren (* 1933)
- Annika Björklund (1898–1962)
- Elisabet Björklund (1889–1946)
- Anna Björkman (1888–1959)
- Johanna Björkman (?)
- Lars Björkman (* 1930)
- Maja Björkman (1889–1946)
- Sven Björkman (1916–1967)
- Elsa Björkman-Goldschmidt (1888–1982)
- Ingmar Björkstén (1936–2002)
- Gunnar Björling (1887–1960)
- Signe Björnberg (1896–1964)
- Jonna Björnstjerna (* 1983)
- Lillie Björnstrand (1913–1998)
- Olof Bjurbäck (1750–1829)
- Gunnar Blå (?)
- Curt Bladh (* 1942)
- August Theodor Blanche (1811–1868)
- Sören Blanking (* 1936)
- Malte Blaxhult (* 1927)
- Eskil Block (* 1932)
- Karl Arne Blom (* 1946)
- Maria Blom (* 1971)
- Erik Blomberg (1894–1965)
- Harry Blomberg (1893–1950)
- Jan Blomgren (* 1950)
- Anni Blomqvist (1909–1990)
- Elsa Blomqvist (1896–1977)
- Thomas Bodström (* 1962)
- Heddi Böckman (*?)
- Fredrik Böök (1883–1961)
- Ida Börjel (* 1975)
- Johan Börjesson (1790–1866)
- Axel Boëthius (1889–1969)
- Gerda Boëthius (1890–1961)
- Maria-Pia Boëthius (* 1947)
- Gunnar Bohman (1882–1963)
- Louise Boije af Gennäs (* 1961)
- Sissela Bok (* 1934)
- Jean Bolinder (* 1935)
- August Bondeson (1854–1906)
- Anna Bondestam (*1907–1995)
- Jeanette Bonnier (* 1934)
- Jonas Bonnier (* 1963)
- Hilma Borelius (1869–1932)
- Inga Borg (* 1925)
- Saga Borg = Pseudonym for Diana Karlstrom f.d. Alfredhsson og Carola Haglund
- Martin Borgs (* 1974)
- Sigfrid Borgström (1893–1939)
- Eric von Born (1897–1975)
- Heidi von Born (* 1936)
- Kjell-Olof Bornemark (1924–2006)
- Håkan Boström (* 1939)
- Mattias Boström (* 1971)
- Tomas Boström (* 1953)
- Hans Botwind (1901–1989)
- JOhn Bouvin (* 1947)
- Karin Boye (1900–1941)
- Elin Brandell 1882–1963)
- Gunnar Brandell (1916–1994)
- Uno Brander (1888–1927)
- Madeleine Brandin (* 1950)
- Krister Brandt = Pseudonym for Astrid Gogglesworth (1943–2005)
- Agnes Branting (1862–1930)
- Anna Branting (1855–1950)
- Runaer Brar (* 1942)
- Bengt Bratt (* 1937)
- Gunilla Brattberg (* 1944)
- Inger Brattström (* 1920)
- Joakim von Braun (* 1955)
- Wilhelm von Braun (1813–1860)
- Håkan Bravinger (* 1968)
- Henning Bredberg (* 1962)
- Ingrid Bredberg (* 1926)
- Gösta Bredefeldt (1935–2010)
- Katarina von Bredow (* 1967)
- Fredrika Bremer (1801–1865)
- Arvid Brenner (1907–1975)
- Sophia Brenner (1659–1730)
- Helena Brink (Pseudonym for et svensk forfatterpar)
- Carl Gustaf von Brinkman (1764–1847)
- Claes Britton (* 1963)
- Jan Broberg (* 1932)
- Ragnhild E. Ch. Broberg (1887–1957)
- Linus Brodin (1889–1963)
- Christina Brönnestam (* 1966)
- Fredrik Broman (* 1971)
- Olof Broman (1676–1750)
- Irja Browallius (1901–1968)
- Olaf Brunå (1884–1934)
- Anna-Lena Brundin (* 1959)
- Gunnar Brundin (1872–1958)
- August Brunius (1879–1926)
- Louise Brunius (1799–1880)
- Ernst Brunner (* 1950)
- Gunnar Brusewitz (1924–2004)
- Staffan Bruun (* 1955)
- Annika Bryn (* 1945)
- Carl Reinhold Bråkenhielm (* 1945)
- Malvina Bråkenhielm (1853–1928)
- Olof Buckard (* 1933)
- Göran Burén (* 1946)
- Carina Burmann (* 1960)
- Nina Burton (* 1946)
- Ronnie Busk (1944–2005)
- Eva-Stina Byggmäster (* 1967)
- Maj Bylock (*1931)
- Hilja Byström (1908–1993)

## C
- Mustafa Can (* 1969)
- Olaus Petri Carelius (1702–1758)
- Jakob Carlander (* 1957)
- Ingrid Carlberg (* 1961)
- Magnus Carlbring (* 1961)
- Olle Carle (1909–1998)
- Johan Gabriel Carlén (1814–1875)
- Rosa Carlén (1836–1883)
- Carl Carleson (1703–1761)
- Knut Carlqvist (1946–2010)
- Stig Carlson (1920–1971)
- Lars O. Carlsson (* 1957)
- Leif Carlsson (* 1950)
- Lena Carlsson (* 1947)
- Olle Carlsson (* 1955)
- Peder Carlsson (* 1945)
- Rolf Carlsson (* 1967)
- Bo Carpelan (1926–2011)
- Thorsten Cars (* 1930)
- Fredrika Wilhelmina Carstens (1808–1888)
- Stefan Casta (* 1949)
- Lars Cavallin (* 1940)
- Camilla Ceder (* 1976)
- Carl August Cederborg (1849–1933)
- Fredrik Cederborgh (1784–1835)
- Stig Cederholm (1905–1980)
- Charlotta Cederlöf (* 1965)
- Anna Cederlund (1884–1910)
- Jan Cederquist (1936–2009)
- Gunnar Cederschiöld (1887–1949)
- Marianne Cedervall (* 1949)
- Lars von Celsing (1916–2009)
- Carl-Johan Charpentier (* 1948)
- Michael Choraeus (1774–1806)
- Walentin Chorell (1912–1983)
- Kark-Ewert Christenson (1888–1965)
- Henrik Christiernson (1845–1915)
- Anders Chydenius (1729–1803)
- Stewe Claeson (* 1942)
- Stig Claesson (1928–2008)
- Zacharias Joachim Clewe (1820–1900)
- Bim Clinell (* 1952)
- Anna Cnattingius (* 1952)
- Alexandra Coelho Ahndoril (* 1966)
- Carl Sören Colbing (* 1955)
- Tito Colliander (1904–1989)
- Samuel Columbus (1642–1679)
- Sigrid Combüchen (* 1942)
- Ivar Conradson (1884–1968)
- Gustaf Philip Creutz (1731–1785)
- Hans Crispin (* 1959)
- Terese Cristiansson (* 1974)
- Abraham Peter Cronholm (1809–1879)
- Bernhard Cronholm (1813–1871)
- Magnus Jacob Crusenstolpe (1795–1865)
- Ester Cullblom (* 1932)
- Majken Cullborg (1920–2006)
- Peter Curman (* 1941)
- Kai Curry-Lindahl (1917–1990)

## D
- Stig Dagerman (1923–1954)
- Arne Dahl = Pseudonym for Jan Arnald (* 1963)
- Christer Dahl (* 1940)
- Tora Dahl (1886–1982)
- Eva Dahlbeck (1920–2008)
- Helena Dahlbäck (1960–2000)
- Kerstin Dahlbäck (* 1940)
- Lars Dahlbäck (* 1938)
- Sigurd Dahlbäck (1866–1932)
- Jenny Dahlberg (* 1975)
- Folke Dahlberg (1912–1966)
- Carl Fredric Dahlgren (1791–1844)
- Erik Wilhelm Dahlgren (1848–1934)
- Eva Dahlgren (* 1960)
- Eva F. Dahlgren (* 1952)
- Fredrik August Dahlgren (1816–1895)
- Doris Dahlin (* 1952)
- Carolin Dahlman (* 1973)
- Ann Magret Dahlquist-Ljungberg (1915–2002)
- Gunno Dahlstierna (1661–1709)
- Fabian Dahlström (* 1930)
- Ingvar Dahlström (* 1942)
- Sture Dahlström (1922–2001)
- Magnus Dahlström (* 1963)
- Olof von Dalin (1708–1763)
- Valdemar Dalquist (1888–1937)
- Kata Dalström (1858–1923)
- Tage Danielsson (1928–1985)
- Anders Jakob Danielsson Cnattingius (1792–1864)
- Cecilia Davidsson (* 1963)
- Tim Davys = Pseudonym
- Sven Delblanc (1931–1992)
- Dilsa Demirbag Sten (* 1969)
- Walter Dickson (1916–1990)
- Ernst Didring (1868–1931)
- Elmer Diktonius (1896–1961)
- Stefan Docksjö (* 1968)
- Ingemar Dörfer (1939–2009)
- Jörn Donner (* 1933)
- Börje Dorch (1929–2004)
- Eva Dozzi (* 1957)
- Matts Dreijer (1901–1998)
- Lise Drougge (* 1919)
- Unni Drougge (* 1956)
- Magnus Dublar (1665–1735)
- Oscar Heinrich Dumrath (1844–1929)
- Anna Dunér (* 1967)
- Maria Durling (1867–1950)
- Ulf Durling (* 1940)

## E
- Ingeborg Eberth (1889–1977)
- Nils-Peter Eckerbom (1922–1985)
- Rolf Edberg (1912–1997)
- Abraham Niclas Edelcrantz (1754–1821)
- Inger Edelfeldt (* 1956)
- Henrik Edelstam (* 1957)
- Johannes Edfelt (1904–1997)
- Bertil Edgardh (1918–2000)
- Ninna Edgardh Beckman (* 1955)
- Hjalmar Edgren (1840–1903)
- Stig Edling (* 1946)
- Mårten Edlund (1913–1987)
- Gunnar Edman (1915–1995)
- Stefan Edman (* 1946)
- Dagmar Edqvist (1903–2000)
- Cordelia Edvardson (1929–2012)
- Britt Edwall (* 1935)
- Åke Edwardson (* 1953)
- Ylva Eggehorn (* 1950)
- Pål Eggert (* 1968)
- Sanna Ehdin (* 1961)
- Anders Ehnmark (* 1931)
- Johan Ehrenberg (* 1957)
- Marika Ehrenkrona (* 1957)
- Torsten Ehrenmark (1919–1985)
- Erik Gustaf Ehrström (1791–1835)
- Lena Einhorn (* 1954)
- Stefan Einhorn (* 1955)
- Birgitta Ek (1913–1976)
- Torsten Ekbom (* 1938)
- Anders Gustaf Ekeberg (1767–1813)
- Karl Gustav Ekeberg (1716–1784)
- Johan Ekeblad (1629–1696)
- Erik Ekelund (1897–1976)
- Fredrik Ekelund (* 1953)
- Ove Ekelund (1894–1961)
- Vilhelm Ekelund (1880–1949)
- Gunnar Ekelöf (1907–1968)
- Maja Ekelöf (1918–1989)
- Fredrik Ekelund (* 1953)
- Daniel Georg Ekendahl (1780–1857)
- Staffan Ekendahl (* 1947)
- Carl-Göran Ekerwald (* 1923)
- Ulla Ekh (* 1946)
- Hugo Ekhammar (1880–1955)
- Jan-Olof Ekholm (* 1931)
- Lasse Ekholm (* 1936)
- Anita Eklund Lykull (* 1942)
- Barbro Eklund Lykull (*?)
- Sigge Eklund (* 1974)
- Kerstin Ekman (* 1933)
- Mats Ekman (1865-1934)
- Catharina Christina Ekmark (1762–1822)
- Reidar Ekner (* 1929)
- Niklas Ekstedt (* 1978)
- Andreas Ekström (* 1975)
- Jan Ekström (* 1923)
- Margareta Ekström (* 1930)
- Per Olof Ekström (1926–1981)
- Tomas Ekström (* 1969)
- Melcher Ekströmer (1940–2009)
- Magnus Elander (* 1946)
- Anna-Karin Elde (* 1963)
- Torbjörn Elensky (* 1967)
- Tony Elgenstierna (* 1964)
- Anna Lenah Elgström (1884–1968)
- Jörgen Elgström (1919–1980)
- Per Elgström (1781–1810)
- Sophie Elkan (1853–1921)
- Karl-Gunnar Ellverson (1942–2007)
- Sigrid Elmblad (1860–1926)
- Björn Elmbrant (* 1942)
- Elis Elmgren (1911–196)
- Annika Elmqvist (?)
- Ylva Elvin-Nowak (* 1961)
- Elisif Elvinsdotter (* 1964)
- Crister Enander (* 1960)
- Pehr Enbom (1759–1810)
- Martin Enckell (* 1954)
- Mikael Enckell (* 1932)
- Olof Enckell (1900–1990)
- Rabbe Enckell (1903–1974)
- Hjalmar Eneroth (1869–1964)
- Olof Eneroth (1825–1881)
- Uno Eng (1896–1972)
- Johan Engblom (* 1958)
- Stina Engelbrecht (* 1970)
- Peter Engellau (* 1945)
- Nina von Engeström (1836–1908)
- Carl Emil Englund (1903–1964)
- Peter Englund (* 1957)
- Hans Erik Engqvist (* 1934)
- Albert Engström (1869–1940)
- Clas Engström (* 1927)
- Eva Engström (* 1933)
- Mikael Engström (* 1961)
- Thomas Engström (* 1975)
- Loka Enmark (* 1931)
- Lars Magnar Enoksen (* 1960)
- Per Olov Enquist (* 1934)
- Gunnar Enqvist (* 1937)
- Per Vilhelm Enström (1875–1943)
- Carl Envallsson (1756–1806)
- Sigurd Erdtman (1888–1951)
- Åsa Ericsdotter (* 1981)
- Per Ericson (1965–2007)
- Stig Ericson (1929–1986)
- Stig Ossian Ericson (* 1923)
- Uno „Myggan“ Ericson (1926–2001)
- David Ericsson (* 1958)
- Gunnar Ericsson (1906–1974)
- Gustaf Ericsson (1900–1967)
- Lars Ericsson (* 1952)
- Gustaf Rune Eriks (1918–1999)
- Bernt Erikson (1921–2009)
- Christer Eriksson (* 1943)
- Einar Eriksson (1866–1954)
- Erik Eriksson (* 1937)
- Eva Eriksson (* 1949)
- Fred Eriksson (1914–2007)
- Göran O. Eriksson (1929–1993)
- Gunnar Eriksson (* 1931)
- Helena Eriksson (* 1962)
- Ing-Marie Eriksson (* 1932)
- Jörgen I. Eriksson (* 1948)
- Kimmo Eriksson (* 1967)
- Kjell Eriksson (* 1953)
- Lars Olov Eriksson (* 1950)
- Leif Eriksson (forfatter) (* 1942)
- Maj-Britt Eriksson (1914–1986)
- Peter Eriksson (* 1968)
- Ulf Eriksson (* 1958)
- Fredrik Erixon (* 1973)
- Peter Lucas Erixon (* 1962)
- Ingeborg Erixson (1902–1992)
- Lina Erkelius (* 1960)
- Per Agne Erkelius (1935–2010)
- Lars Gunnar Erlandson (* 1939)
- Hans Ernback (* 1942)
- Maria Ernestam (* 1959)
- Tony Ernst (* 1966)
- Elsa Eschelsson (1861–1911)
- Sture Eskilsson (* 1930)
- Nicolas Espinoza (* 1976)
- Kjell Espmark (* 1930)
- Axel Essén (1880–1951)
- Aron Etzler (* 1973)
- Anna-Karin Eurelius (* 1942)
- Lisa-Eurén-Berner (1886–1973)
- Per Gunnar Evander (* 1933)
- Mió Evanne (?)

## F
- Jacob Fabricius (Pastor) (1703–1741)
- Hilding Fagerberg (1913–2006)
- Maj Fagerberg (* 1947)
- Maria Fagerberg (* 1967)
- Sven Fagerberg (1918–2006)
- Ronald Fagerfjäll (* 1945)
- Monika Fagerholm (* 1961)
- Axel Magnus Fahlcrantz (1780–1854)
- Erik Fahlcrantz (1790–1866)
- Öyvind Fahlström (1928–1976)
- Ann Mari Falk (1916–1988)
- Gunnar Falkås (1903–1973)
- Christina Falkengård (* 1942)
- Christine Falkenland (*1967)
- Curt Falkenstam (1918–1994)
- Charlotta Falkman (1795–1882)
- Daniel Fallström (1858–1937)
- Kenne Fant (* 1923)
- Mollie Faustman (1883–1966)
- Otto von Feilitzen (1820–1889)
- Fem Unga (Autorengruppe)
- Nils Ferlin (1898–1961)
- Siegrun Fernlund (* 1937)
- Henrik Fexeus (* 1971)
- Peder Finnsiö (* 1962)
- Aris Fioretos (* 1960)
- Arthur Fischer (1897–1991)
- Siegfried Fischer (1894–1976)
- Carin Fischer-Hugne (1895–1958)
- Peter Fitger (* 1937)
- Laura Fitinghoff (1848–1908)
- Rosa Fitinghoff (1872–1949)
- Linnéa Fjällstedt (* 1926)
- Alfred Fjelner (1877–1936)
- Astrid Flemberg-Alcalá (* 1946)
- Nils Flensburg (1855–1926)
- Kristofer Flensmarck (* 1976)
- Christina Florin (* 1938)
- Magnus Florin (* 1955)
- Edvard Flygare (1829–1852)
- Emilie Flygare-Carlén (1807–1892)
- Torbjörn Flygt (* 1964)
- Kaj Fölster (* 1936)
- Författargruppen Fyrskift
- Svante Förster (1931–1980)
- Jan Fogelbäck (* 1943)
- Täppas Fogelberg (* 1951)
- Emilia Fogelklou (1878–1972)
- Per Anders Fogelström (1917–1998)
- Nils-Magnus Folcke (1891–1976)
- Douglas Foley (* 1949)
- Joakim Forsberg (* 1969)
- Chris Forsne (* 1948)
- Harald Forss (1911–1976)
- Henri Forss (* 1981)
- Lars Ragnar Forssberg (* 1945)
- Manne Forssberg (* 1983)
- Annalisa Forssberger (1906–1988)
- Lars Forssell (1928–2007)
- Sven Forssell (1914–1962)
- Karl-Erik Forsslund (1872–1941)
- Tua Forsström (* 1947)
- Eva Franchell (* 1952)
- Marianne Frankenhaeuser (1925–2000)
- Frans Michael Franzén (1772–1847)
- Nils-Olof Franzén (1916–1997)
- Kristian Fredén (* 1972)
- Lars Fredin (1919–1988)
- Jane Fredlund (* 1934)
- Gunnar Frederiksson (* 1930)
- Marianne Fredriksson (1927–2007)
- Jacob Frese (1691–1729)
- Gösta Friberg (* 1936)
- Lennart Frick (* 1939)
- Jan Fridegård (1897–1968)
- Folke Fridell (1904–1985)
- Paul Fried (* 1958)
- Nils Fries (1912–1994)
- Otto von Friesen (* 1945)
- Inger Frimansson (* 1944)
- Einar Fröberg (1875–1934)
- Gustaf Fröding (1860–1911)
- Peter From (*?)
- Anders Frostenson (1906–2006)
- Katarina Frostenson (* 1953)
- Rickard Fuchs (* 1946)
- Tomas Funck (1919–2010)
- Mikael Furugärde (* 1968)
- Hans Furuhagen (* 1930)
- Helmer Furuholm (1916–1997)

## G
- Kim Gabrielson (* 1945)
- Karl Johan Gabrielsson (1861–1901)
- Gunnar Gällmo (* 1946)
- Torvald Gahlin (1910–2006)
- Lars Gahrn (* 1953)
- Måns Gahrton (* 1961)
- Per Gahrton (* 1943)
- Lisa Gålmark (*?)
- Bent-Inge Garay (* 1966)
- Jonas Gardell (* 1963)
- Johan Gardfors (* 1979)
- Margareta Garpe (* 1944)
- Jörgen Gassilewski (* 1961)
- Ida Gawell-Blumenthal (1869–1953)
- Per Gedin (* 1928)
- Carl Johan de Geer (* 1938)
- Jonas de Geer (* 1971)
- Louis de Geer (1888–1954)
- Robert Geete (1849–1928)
- Jan Gehlin (1922–2010)
- Erik Gustaf Geijer (1783–1847)
- Margit Geijer (1910–1997)
- Brita af Geijerstam (1902–2003)
- Carl-Erik af Geijerstam (1914–2007)
- Gustaf af Geijerstam (1858–1909)
- Ragnar af Geijerstam (1901–1946)
- Mats Gellerfelt (* 1952)
- Ann-Madeleine Gelotte (1940–2002)
- Kjell E. Genberg (* 1940)
- Ingemar Gens (* 1950)
- Claude Gérard (1821–1908) = Pseudonym for Aurora Lovisa Ljungstedt
- Broel Gerell (* 1966)
- Carin Gerhardsen (* 1962)
- Örjan Gerhardsson (* 1954)
- Gunilla Gerland (* 1963)
- Soleyman Ghasemiani (* 1959)
- Karl Ragnar Gierow (1904–1982)
- Sven Gillsäter (1921–2001)
- Tage Giron (1922–2004)
- Peter Gissy (* 1947)
- Kay Glans (* 1955)
- Sigurd Glans (* 1929)
- Heléne Glant (*?)
- Pernilla Glaser (* 1972)
- Marita Gleisner (* 1945)
- Mariette Glodeck (* 1967)
- Eli Göndör (* 1958)
- Ferenc Göndör (1928–2010)
- Lars Göransson (1919–1994)
- Kjerstin Göransson-Ljungman (1901–1971)
- Lars Görling (1931–1966)
- Lennart Göth (* 1954)
- Anita Goldman (* 1953)
- Janne Goldman (* 1945)
- Marianne Goldman (* 1951)
- Jascha Golowanjuk (1905–1974)
- Carl Axel Gottlund (1796–1875)
- Jan Gradvall (* 1963)
- Gunilla Gränsbo (* 1958)
- Anders Abraham Grafström (1790–1870)
- Gottfried Grafström (* 1934)
- Fredrik Granath (* 1970)
- Olle Granath (* 1940)
- Bo Grandien (* 1932)
- Cyrus Granér (1870–1937)
- Lasse Granestrand (* 1949)
- Hans O. Granlid (1926–1999)
- Willy Granqvist (1948–1985)
- Erik Granström (*1956)
- Olof Grau (1722–1774)
- Wilhelmina Gravallius (1809–1884)
- Elsa Grave (1918–2003)
- Allan Green (Schriftsteller) (1910–1993)
- Sven Gréen (1905–1990)
- Marianne Greenwood (1916–2006)
- Göran Greider (* 1959)
- Hanna-Karin Grensman (* 1979)
- Beate Grimsrud (* 1963)
- Göran Grip (* 1945)
- Camilla Gripe (* 1947)
- Maria Gripe (1923–2007)
- Bertel Gripenberg (1878–1947)
- Catharina Gripenberg (* 1977)
- Mietek Grocher (* 1926)
- Folke Grubbström (* 1931)
- Benny Grünfeld (* 1928)
- Svante Grundberg (* 1943)
- Claes Grundsten (* 1949)
- Helmer Grundström (1904–1986)
- Christian Günther (Diplomat) (1886–1966)
- Jan Guillou (* 1944)
- Berit Gullberg (* 1939)
- Hjalmar Gullberg (1898–1961)
- Sven H. Gullman (* 1928)
- Astrid Gullstrand (1874–1952)
- Gustaf Wilhelm Gumaelius (1789–1877)
- Barbro Gummerus (1940–2006)
- Edvard Robert Gummerus (1905–1991)
- Teddy Gummerus (1939–1999)
- Anna Charlotta Gunnarson (* 1969)
- Hans Gunnarsson (* 1966)
- Kristoffer Gunnartz (* 1970)
- Stefan Gurt (* 1955)
- Gudmund Gustaf-Janson (1904–2004)
- Gösta Gustaf-Janson (1902–1993)
- Bosse Gustafson (1924–1984)
- Owe Gustafson (* 1940)
- Lars Gustafsson (* 1936)
- Madeleine Gustafsson (* 1937)
- Lasse Gustavson (* 1956)
- Bo Gustavsson (* 1946)
- Per Gustavsson (* 1951)
- Rolf Gustavsson (* 1944)
- Varg Gyllander (* 1964)
- Jan Gyllenbok (* 1963)
- Carl Gyllenborg (1679–1746)
- Gustaf Fredrik Gyllenborg (1731–1808)
- Ulf Gyllenhak (* 1958)
- Cecilia Gyllenhammar (* 1961)
- Lars Gyllensten (1921–2006)
- Carolina Gynning (* 1978)

## H
- Erik Haag (* 1967)
- Martina Haag (* 1964)
- Isobel Hadley-Kamptz (* 1976)
- Björn Häger (* 1964)
- Olle Häger (* 1935)
- Göran Hägg (* 1947)
- Bertil Häggman (* 1940)
- Fredrik Härén (* 1968)
- Knut Hagberg (1900–1975)
- Cecilia Hagen (* 1946)
- Lars Hagerfors (* 1946)
- Sten Hagliden (1905–1979)
- Carola Haglund (* 1970)
- Magnus Haglund (* 1960)
- Pia Hagmar (* 1961)
- Annika Hagström (* 1942)
- Emil Hagström (1907–1970)
- Anton Hagwall (* 1969)
- Björn Håkanson (* 1937)
- Gunvald Håkanson (* 1916)
- C.J. Håkansson (*?)
- Gabriella Håkansson (* 1968)
- Jan Håkansson (1927–2002)
- Johan Hakelius (* 1970)
- Håkan Hallander (* 1933)
- Anna Hallberg (* 1975)
- Lin Hallberg (* 1956)
- Gustaf Hallenstierna (1741–1813)
- Bengt Hallgren (* 1922)
- Hanna Hallgren (* 1972)
- Thomas Halling (* 1962)
- Adolf Hallman (1893–1968)
- Maria Hallman (* 1953)
- Britt G. Hallqvist (1914–1997)
- Per Hallström (1866–1960)
- Salka Hallström Bornold (* 1970)
- Louise Halvardsson (* 1982)
- Alf Hambe (* 1931)
- Emma Hamberg (* 1971)
- Axel Hambreus (1890–1983)
- Carl Hamilton (* 1956)
- Hugo Hamilton (1849–1928)
- Filip Hammar (* 1975)
- Jarl Hammarberg (* 1940)
- Karl Oskar Hammarlund (1890–1959)
- Jörn Hammarstrand (* 1936)
- Tommy Hammarström (* 1946)
- Waldemar Hammenhög (1902–1972)
- Agne Hamrin (1905–1983)
- Peter Hanneberg (* 1950)
- Linn Hansén (* 1983)
- Stig Hansén (* 1954)
- Eino Hanski (1928–2000)
- Bob Hansson (* 1970)
- Carola Hansson (* 1942)
- Gunnar D. Hansson (* 1945)
- Ola Hansson (1860–1925)
- Tommy Hansson (* 1951)
- Gunnar Harding (* 1940)
- Anderz Harning (1938–1992)
- Olov Hartmann (1906–1982)
- Bengt Haslum (1923–2006)
- Nils-Åke Hasselmark (* 1934)
- Nils Hasselskog (1892–1936)
- Wendela Hebbe (1808–1899)
- Einar Heckscher (* 1938)
- Frans Hedberg (1828–1908)
- Fred-Gabriel Hedberg (1811–1893)
- John Hedberg (* 1930)
- Olle Hedberg (1899–1974)
- Tor Hedberg (1862–1931)
- Samuel Johan Hedborn (1783–1849)
- Maria Hede (* 1967)
- Berit Hedeby (1924–1996)
- Erik Hedén (1875–1925)
- Linda Hedendahl (* 1942)
- Gustav Hedenvind-Eriksson (1880–1967)
- Christer Hederström (*?)
- Benkt-Erik Hedin (* 1934)
- Magnus Hedlund (* 1941)
- Ingrid Hedström (* 1949)
- Hugo Hegeland (1922–2009)
- Verner von Heidenstam (også Werner, 1859–1940)
- Per Helge (* 1945)
- Björn Hellberg (* 1944)
- Eira Hellberg (1884–1969)
- Hans-Erik Hellberg (* 1927)
- Getrud Hellbrand (* 1974)
- Anders Hellén = Pseudonym for Carl Gustaf Ludvig Greek (1909–1991)
- Frank Heller = Gunnar Serner (1886–1947)
- Otto Hellkvist (1867–1952)
- Per-Anders Hellqvist (1932–2000)
- Lennart Hellsing (* 1919)
- Susanna Hellsing (* 1954)
- Bosse Hellsten (* 1978)
- Börge Hellström (* 1957)
- Gustaf Hellström (1882–1953)
- Jan Arvid Hellström (1941–1994)
- Claes Peter Hellwig (* 1951)
- Daniel Helsingius (1717–1774)
- Torsten Helsingius (1888–1967)
- Claes Hemberg (* 1968)
- Jarl Hemmer (1893–1944)
- Nils-Eric Hennix (* 1944)
- Alf Henrikson (1905–1995)
- Karin Henriksson (* 1952)
- Helena Henschen (1940–2011)
- Helga Henschen (1917–2002)
- Ann-Christin Hensher (* 1948)
- Marie Hermanson (* 1956)
- Eric Hermelin, Übersetzer (1860–1944)
- Elisabet Hermodsson (* 1927)
- Maria Herngren (* 1962)
- Axel Herrlin (1870–1937)
- Christina Herrström (* 1959)
- Gurli Hertzman-Ericson (1879–1954)
- Ole Hessler (1945–2002)
- Lars Hesslind (1935–2010)
- Lars Heumann (* 1941)
- Karl-Gustaf Hildebrand (1911–2005)
- Johanne Hildebrandt (* 1964)
- Rut Hillarp (1914–2003)
- Ella Hillbäck (1915–1979)
- Yvonne Hirdman (* 1943)
- Rudolf Hjärne (1815–1884)
- Urban Hjärne (1641–1724)
- Eva Hjelm Pseudonym for Ulla Marcks von Württemberg (1914–2008)
- Tom Hjelte (* 1963)
- Hans Erik Hjertén (* 1928)
- Maja Hjertzell (* 1971)
- Harriet Hjorth (1908–1977)
- Sune Hjorth (* 1923)
- Elisabeth Hjortvid (* 1943)
- Åke Hodell (1919–2000)
- Björn Hodell (1885–1957)
- Frans Hodell (1840–1890)
- Olof Högberg (1855–1932)
- Lisa Högelin (1896–1980)
- Anna Höglund (* 1958)
- Ernst Högman (1861–1943)
- Kurt Högnas (* 1960)
- Ida Högstedt (1868–1924)
- Josef Högstedt (1897–1986)
- Olle Högstrand (1933–1984)
- Martin Högström (* 1969)
- Pehr Högström (1714–1784)
- Björn-Erik Höijer (1907–1996)
- Dan Höijer (* 1964)
- Dan Hörning (* 1970)
- Erik Hörstadius (* 1964)
- Herman Hofberg (1823–1883)
- Yvonne Hoffman (* 1941)
- Olof Hoffsten (1910–1991)
- Viveca Hollmerus (* 1920)
- Annika Holm (* 1937)
- Birgitta Holm (* 1936)
- Björn Holm (* 1946)
- Åke Holmberg (1907–1991)
- Bo R. Holmberg (* 1945)
- Carin Holmberg (* 1955)
- John-Henri Holmberg (* 1949)
- Nils Holmberg (1902–1981)
- Pelle Holmberg (* 1948)
- Christian Holmén (* 1967)
- Hans Holmér (1930–2002)
- Ann Margret Holmgren (1850–1940)
- Jenny Holmlund (* 1970)
- Karin Holmlund (* 1981)
- Bengt Holmqvist (1924–2002)
- Karin B. Holmqvist (* 1944)
- Lasse Holmqvist (1930–1996)
- Ninni Holmqvist (* 1958)
- Stig Holmqvist (* 1942)
- Egil Holmsen (1917–1990)
- Leif Holmstrand (* 1972)
- Bo Holmström (* 1938)
- Claes Holmström (* 1966)
- Johanna Holmström (* 1981)
- Shanti Holmström (* 1979)
- Rita Holst (* 1949)
- Gunnel Holzhausen (1880–1962)
- Sigge Hommerberg (1913–1999)
- Agneta Horn (1629–1672)
- Harald Hornborg (1890–1976)
- Tord Hubert (* 1933)
- Abraham Hülphers (1734–1798)
- Walter Hülphers (1871–1957)
- Peter Hüttner (* 1945)
- Lars Huldén (* 1926)
- Sonja Hulth (* 1945)
- Arvid Daniel Hummel (1778–1836)
- Jesper Huor (* 1975)
- Catarina Hurtig (* 1975)
- Håkan Hydén (* 1945)
- Nils Hydén (1870–1943)
- Claes Hylinger (* 1943)
- Owe Husáhr (1921–1958)

## I
- Bengt Idestam-Almquist (1895–1983]
- Guit Idestam-Almquist (1901–1991)
- Nils Idström (1900–1966)
- Ludvig Igra (1945–2003)
- Georg Ingelgren (1782–1813]
- Catharina Ingelman-Sundberg (* 1948)
- Kajsa Ingemarsson (* 1965)
- Gertrud Ingers (1904–1991)
- Elise Ingvarsson (* 1979)
- Faruk Iremet (* 1965)
- Simon Irvine (* 1952)
- Kajsa Isakson (* 1970)
- Anders Isaksson (1943–2009)
- Börje Isaksson (* 1939)
- Folke Isaksson (* 1927)
- Martin Isaksson (1921–2001)
- Ulla Isaksson (1916–2000)
- Harry Iseborg (1906–1981)
- Konny Isgren (* 1948)

## J
- Vihelm Jacobowsky (1896–1986)
- Gun Jacobson (1930–1996)
- Anders Jacobsson (* 1963), arbejdede sammen med Sören Olsson (* 1964)
- Bengt Jacobsson (* 1946)
- Ritta Jacobsson (* 1950)
- Staffan Jacobsson (* 1948)
- Axel Jäderin (1850–1925)
- Maja Jäderin-Hagfors (1882–1953)
- Ann Jäderlund (* 1955)
- Jenny Jägerfeld (* 1974)
- Bengt Jändel (1919–1983)
- Ragnar Jändel (1895–1939)
- Håkan Jaensson (* 1947)
- V. V. Järner (1910–1997)
- Harry Järv (1921–2009)
- Katrin Jakobsen (* 1958)
- Lars Jakobson (* 1959)
- Jackie Jakubowski (* 1951)
- Inger Jalakas (* 1951)
- Antti Jalava (* 1949)
- Lars Jannedal (* 1950)
- Elly Jannes (1907–2006)
- Katerina Janouch (* 1964)
- Gustaf Janson (1866–1913)
- Robert Janson (* 1948)
- Anna Jansson (* 1958)
- Lars Jansson (1926–2000)
- Tove Jansson (1914–2001)
- Marianne Jeffmar (* 1935)
- Alfred Jensen (1859–1935)
- Jens S. Jensen (* 1946)
- Per Christian Jersild (* 1935)
- Pär-Arne Jigenius (* 1942)
- Johan Jönson (* 1966)
- Nini Christine Jönsson (1926–2011)
- Reidar Jönsson (* 1944)
- Willy Jönsson (* 1938)
- Anna Jörgensdotter (* 1973)
- Kjell E. Johanson (1933–2007)
- Klara Johanson, Kritikerin (1875–1948)
- Anders Johansson (* 1947)
- Anna Johansson (* 1980)
- Bo Johansson (* 1925)
- Claes Johansson (* 1967)
- Elsie Johansson (* 1931)
- George Johansson (* 1946)
- Gotthard Johansson (1891–1968)
- Ingemar Johansson (* 1945)
- Iris Johansson (* 1945)
- Johan-Olov Johansson (1874–1955)
- Kerstin Johansson i Backe (1919–2008)
- Kjell Johansson (* 1941)
- Lennart F. Johansson (1922–1980)
- Majken Johansson (1930–1993)
- Mats Johansson (* 1951)
- Peter Johansson (* 1963)
- Eyvind Johnson (1900–1976)
- Philip Johnsson (*?), arbejdede sammen med Lennart Lauenstein)
- Rolf Johansson (* 1953)
- Bengt Emil Johnson (1936–2010)
- Molly Johnson (* 1931)
- Arne Johnsson (* 1950)
- Ellen Jolin (1854–1939)
- Johan Jolin (1818–1884)
- Anders Jonason (1925–1993)
- Jonas Jonasson (* 1961)
- Martin Jonols (* 1960)
- Bo Jonsson (1939–1982)
- Gustav Jonsson (1907–1994)
- Lars Jonsson (* 1952)
- Marita Jonsson (* 1943)
- Runer Jonsson (1916–2006)
- Stefan Jonsson (* 1961)
- Sune Jonsson (1930–2009)
- Thorsten Jonsson (1910–1950)
- Per Jorner (* 1974)
- Daniella Josberg (1972–1994)
- Willy Josefsson (* 1946)
- Erland Josephson (1923–2012)
- Ragnar Josephson (1891–1966)
- Karin Juel (1900–1976)
- Mari Jungstedt (* 1962)
- Emma Juslin (* 1985)
- Christina Jutterström (* 1940)

## K
- Sara Kadefors (* 1965)
- Sture Källberg (* 1928)
- Hilding Källén (1903–1969)
- Per Källen (* 1962)
- Sigrid Kahle (* 1928)
- Georg Kåhre (1899–1969)
- Jan Kallberg (* 1962)
- Ingrid Kallenbäck (* 1955)
- Lena Kallenberg (* 1950)
- Mons Kallentoft (* 1968)
- Theodor Kallifatides (* 1938)
- Bruno Kalniņš (1899–1990)
- Ingrid Kampås (* 1958)
- Sharock Kamyab (* 1944)
- Mare Kandre (* 1962)
- Robert Kangas (* 1951)
- Thomas Kanger (* 1951)
- Mary Karadja (1868–1943)
- Magnus Karaveli (* 1962)
- Kar de Mummar = Pseudonym for Erik Harald Zetterström (1904–1997)
- Robert Karjel (* 1965)
- Per José Karlén (* 1974)
- Erik Axel Karlfeldt (1864–1931)
- Otto Karl-Oskarsson (1915–2000)
- Carina Karlsson (* 1966)
- Elise Karlsson (* 1981)
- Helena Karlsson (* 1970)
- Ingmar Karlsson (* 1942)
- Jonas Karlsson (* 1971)
- Petter Karlsson (* 1960)
- Tove Karlsson (*?)
- Ylva Karlsson (* 1978)
- Emanuel Karlsten (* 1983)
- John Karlzén (1903–1960)
- Torgny Karnstedt (* 1952)
- Fabian Kastner (* 1977)
- Claude Kayat (* 1939)
- Sedin Keljalic (* 1955)
- Johan Henrik Kellgren (1751–1795)
- Mats Kempe (* 1966)
- Lars Kepler = Pseudonym for Alexander Ahndoril og Alexandra Coelho Ahndoril
- Amanda Kerfstedt (1835–1920)
- Per Ulrik Kernell (1797–1824)
- Gun Kessle (1926–2007)
- Ellen Key (1849–1926)
- Sandro Key-Åberg (1922–1991)
- Jonas Hassen Khemiri (*1978)
- Behrang Kianzad (* 1979)
- Gunnar Kieri (* 1928)
- Katarina Kieri (* 1965)
- Peter Kihlgård (* 1954)
- Christer Kihlman (* 1930)
- Selfrid Kinmanson (1849–1911)
- Naëmi Kjäll (1885–1939)
- Catharina Kjellberg (* ?)
- Rudolf Kjellén (1864–1922)
- Josef Kjellgren (1907–1948)
- Lennart Kjellgren (* 1922)
- Ulf Kjellström (* 1937)
- Hanne Kjöller (* 1965)
- Tove Klackenberg (* 1956)
- Klarabohemerna forfatterkollektiv
- Else Kleen (1882–1968)
- Emil Kleen (1847–1923)
- Emil Kléen (1868–1898)
- Tyra Kleen (1874–1951)
- Lena Klefelt (* 1943)
- Ernst Klein (1887–1937)
- Georg Klein (* 1925)
- Kennet Klemets (* 1964)
- Axel Klinckowström (1867–1936)
- Linde Klinckowström-von Rosen (1902–2000)
- Jon Jefferson Klingberg (* 1968)
- Ola Klingberg (* 1965)
- Agneta Klingspor (* 1956)
- Bengt af Klintberg (* 1938)
- Lars Klinting (1948–2006)
- Rainer Knapas (* 1946)
- Thekla Knös (1815–1880)
- Mikael von Knorring (* ?)
- Sophie von Knorring (1797–1848)
- Gösta Knutson (1908–1973)
- Ulrika Knutson (* 1957)
- Martin Koch (forfatter) (1882–1940)
- Richert Vogt von Koch (1838–1913)
- Emmy Köhler (1858–1925)
- Felix Körling (1864–1937)
- Enn Kokk (* 1937)
- Mats Kolmisoppi (* 1976)
- Marika Kolterjahn (* 1974)
- Dan Korn (* 1962)
- Per Kornhall (* 1961)
- Annika Korpi (* 1972)
- Lotten von Kræmer (1828–1912)
- Åsa Maria Kraft (* 1965)
- Maria Kristina Kraftman (1812–1884)
- Lars-Åke Krantz (* 1957)
- Solja Krapu (* 1960)
- Anita Kratz (* 1951)
- Martin Kristenson (* 1960)
- Ulf Kristofferson (* 1956)
- Carl Gustaf Kröningssvärd (1786–1859)
- Niklas Krog (* 1965)
- Hans Krook (1920–2004)
- Agnes von Krusenstjerna (1894–1940)
- Catarina Krussval (* 1951)
- Maria Küchen (* 1961)
- Lotta Kühlhorn (* 1963)
- Andres Küng (1945–2002)
- Hans Küntzel (1894–1992)
- Katarina Kuick (* 1962)
- Zbigniew Kuklarz (* 1967)
- Petrus Kukulski (* 1967)
- Henrik Kullander (* 1971)
- Karl af Kullberg (1813–1857)
- Annette Kullenberg (* 1939)
- Harry Kullman (1919–1982)
- Björn Kurtén (1924–1988)
- Willy Kyrklund (1921–2009)

## L
- Lars-Levi Læstadius (1909–1982)
- Camilla Läckberg (* 1974)
- Olle Länsberg (1922–1998)
- Viveca Lärn (* 1944)
- Mitra Lager (* 1964)
- Hans Lagerberg (* 1943)
- Agneta Lagercrantz (* 1956)
- Arvid Lagercrantz (* 1942)
- David Lagercrantz (* 1962)
- Olof Lagercrantz (1911–2002)
- Rose Lagercrantz (* 1947)
- Margit Lagerheim-Romare (1898–1962)
- Bengt Lagerkvist (* 1926)
- Pär Lagerkvist (1891–1974)
- Erland Lagerlöf (1854–1913)
- Selma Lagerlöf (1858–1940)
- Signe Lagerlöw-Sandell (1881–1970)
- Camilla Lagerqvist (* 1967)
- Sven Lagerström (* 1945)
- Bo Lagevi = Pseudonym for Jenny Berthelius, K. Arne Blom, Jean Bolinder, Kjell E. Genberg, Sture Hammerskog og Jan Moen
- Jan-Peter Lahall (* 1955)
- Hans Lamborn = Pseudonym for Torgny Lindgren og Eric Åkerlund
- Lena Landström (* 1943)
- Fredrik Lång (* 1947)
- Dagmar Lange Pseudonym for Maria Lang (1914–1991)
- Ina Lange (1849–1930)
- Bibi Langer (* 1928)
- Filip Langlet (1866–1950)
- Mathilda Langlet (1832–1904)
- Jens Lapidus (* 1974)
- John Lapidus (* 1973)
- Tomas Lappalainen (* 1958)
- Niklavs Lapukins (1945–2009)
- Jussi Larnö (* 1943)
- Ola Larsmo (* 1957)
- Leon Larson (1883–1922)
- Lorentz Larson (1894–1981)
- Maja-Brita Larson (* 1936)
- Anders Larsson (forfatter) (* 1952)
- Åsa Larsson (* 1966)
- Bill Larsson (1977–2008)
- Björn Larsson (* 1953)
- Carl Carlsson i By (1877–1948)
- Gertrud Larsson (* 1972)
- Gustaf Larsson (1893–1985)
- Inga-Lena Larsson (* 1907)
- Linda Larsson (* 1909)
- Mats Larsson (forfatter) (* 1945)
- Staffan Larsson (1927–1994)
- Stieg Larsson (1954–2004)
- Stig Larsson (* 1955)
- Zenia Larsson (1922–2007)
- Lennart Lauenstein (* 1945)
- Anna-Lena Laurén (* 1976)
- Vivi Laurent-Täckholm (1898–1978)
- Carl Gustaf Laurin (1868–1940)
- Kristoffer Leandoer (* 1962)
- Mia Leche Löfgren (1878–1966)
- Ingemar Leckius (* 1928)
- Kjell Ledin (* 1946)
- Mara Lee (* 1973)
- Anne Charlotte Leffler (1849–1892)
- Eric Leijonhufvud (1934–1989)
- Göran Leijonhufvud (* 1941)
- Anders Leijonstedt (1649–1725)
- Alejandro Leiva Wenger (* 1976)
- Kjell Lejon (* 1958)
- Nina Lekander (* 1957)
- Anna Maria Lenngren (1754–1817)
- Karin Lentz (* 1931)
- Carl Gustaf af Leopold (1756–1829)
- Jens Lerbom (* 1964)
- Claes Lernestedt (* 1967)
- Oscar Levertin (1862–1906)
- Daniel Levin (* 1973)
- Johan Lewenhaupt (* 1961)
- Petter Lidbeck (* 1964)
- Tomas Lidbeck (* 1952)
- Lasse Lidén (* 1940)
- Bengt Lidforss (1868–1913)
- Hans Lidman (1910–1976)
- Sara Lidman (1923–2004)
- Sven Lidman (1882–1960)
- Bengt Lidner (1757–1793)
- Robert Liewendahl (* 1950)
- Axel Liffner (1919–1994)
- Eva-Marie Liffner (* 1957)
- Joakim Vilhelm Liliestråle (1721–1807)
- Gertrud Lilja (1887–1984)
- Gösta Lilja (1922–2004)
- Bengt Liljegren (* 1961)
- Henrik Liljegren (* 1936)
- Patric Liljestrand (* 1971)
- Christina Lilliestierna (1923–2000)
- Henrik Lilljebörn (1797–1875)
- Birgitta Lillpers (* 1958)
- Ossian Limborg (1848–1908)
- Åsa Lind (* 1958)
- Jörgen Lind (* 1966)
- Magnus Lind (* 1944)
- Onger Lindahl (* 1953)
- Margareta Lindberg (* 1945)
- Rasmus Lindberg (* 1980)
- Agneta Lindblom Hulthén (* 1947)
- Sisela Lindblom (* 1969)
- Dénis Lindbohm (1927–2005)
- Ebbe Linde (1897–1991)
- Ida Linde (* 1980)
- Gösta Lindeberg (1910–1995)
- Erik Lindegren (1910–1968)
- Elin Lindell (* 1981)
- Cecilia Lindemalm (* 1969)
- Gurli Lindén (* 1940)
- Zinaida Lindén (* 1963)
- Pija Lindenbaum (* 1955)
- Bengt Linder (1929–1985)
- Erik Hjalmar Linder (1906–1994)
- Gurli Linder (1865–1947)
- John-Lennart Linder (1911–2009)
- Marie Linder (1840–1870)
- P.J. Anders Linder (* 1962)
- Åsa Linderborg (* 1968)
- Helmer Linderholm (1916–1982)
- Lena Linderholm (* 1947)
- Hansi Linderoth (* 1966)
- Axel Otto Lindfors (1852–1909)
- Anne-Marie Lindgren (* 1943)
- Arne H. Lindgren (1922–1991)
- Astrid Lindgren (1907–2002)
- Barbro Lindgren (* 1937)
- Marika Lindgren Åsbrink (* 1980)
- Mattias Lindgren (* 1979)
- Petter Lindgren (* 1965)
- Stefan Lindgren (* 1949)
- Torgny Lindgren (* 1938)
- Lindy Lindh (* 1957)
- Curt Lindhé (1908–1995)
- Håkan Lindhé (* 1965)
- Wilma Lindhé (1838–1922)
- Fredrik Lindholm (1861–1938)
- Leila Lindholm (* 1975)
- Torun Lindholm (*?)
- Ester Lindin (1890–1991)
- Ingmar Lindmarker (* 1931)
- Erik Lindorm (1889–1941)
- Per-Erik Lindorm (1909–1989)
- Håkan Lindquist (* 1958)
- Marita Linquist (* 1918)
- Birgitta Lindqvist (* 1945)
- Cecilia Lindqvist (* 1932)
- Ebba Lindqvist (1908–1995)
- Elin Linqvist (* 1982)
- Herman Lindqvist (* 1943)
- John Ajvide Lindqvist (* 1968)
- Rafael Lindqvist (1867–1952)
- Svante Lindqvist (* 1957)
- Sven Lindqvist (* 1932)
- Carl H. Lindroth (1905–1979)
- Malin Lindroth (* 1965)
- Aksel Lindström (1904–1962)
- Börje Lindström (* 1952)
- Erik R. Lindström (* 1950)
- Eva Lindström (* 1952)
- Fredrik Lindström (* 1963)
- Henrik Lindström (* 1959)
- Johan Lindström Saxon (1859–1935)
- Sigfrid Lindström (1892–1950)
- Pehr Henrik Ling (1776–1839)
- Carl von Linné (1707–1778)
- Birgitta Linnér (* 1920)
- Jonas Carl Linnerhielm (1758–1829)
- Magnus Linton (* 1967)
- Michael Lion (* 1958)
- Clas Livijn (1781–1844)
- Mats Ljung (1947–2001)
- Arnold Ljungdal (1901–1968)
- Hjalmar Ljunggren (1887–1978)
- Kerstin Ljunggren (*?), Biografist for Astrid Lindgren
- Sten Ljunggren (* 1951)
- Walter Ljungquist (1900–1974)
- Mian Lodalen (* 1962)
- Anna-Lena Lodenius (* 1958)
- Claes J.B. Löfgren (* 1952)
- Lars Löfgren (* 1935)
- Mia Leche Löfgren (1878–1966)
- Sven Lönborg (1871–1959)
- Martin Lönnebo (* 1930)
- Jan Lööf (* 1940)
- Margareta Lööf (*?)
- Leo Löthman (*?)
- Harriet Löwenhjelm (1887–1918)
- Curt Lofterud (* 1928)
- Ivar Lo-Johansson (1901–1990)
- Magnus Londen (* 1968)
- Helena Looft (* 1961)
- Niki Loong (* 1951)
- Lotta Lotass (* 1964)
- Carl Lovén (1874–1961)
- Nils Lovén (1796–1858)
- Matina Lowden (* 1983)
- Lasse Lucidor (1638–1674)
- Kristina Lugn (* 1948-2020)
- Gustave Lund (* 1968)
- Gunnar Lundberg (1900–1943)
- Kristian Lundberg (* 1966)
- Lotta Lundberg (* 1961)
- Oskar Lundberg (1882–1956)
- Åsa Lundegård (* 1965)
- Axel Lundegård (1861–1930)
- Ulf Lundell (* 1949)
- Åke Lundgren (*?)
- Arne Lundgren (* 1925)
- Caj Lundgren (* 1931)
- Egron Lundgren (1815–1875)
- Gunilla Lundgren (* 1942)
- Hjalmar Lundgren (1880–1953)
- Maja Lundgren (* 1965)
- Max Lundgren (1937–2005)
- Lina Lundh (* 1979)
- Michael Lundh (* 1958)
- Kerstin Lundholm (* 1958)
- Lars Bill Lundholm (* 1948)
- Bo Lundin (* 1941)
- Carl Gustaf Lundin (1869–1965)
- Göran Lundin (* 1950)
- Anna Lisa Lundkvist (1902–1980)
- Artur Lundkvist (1906–1991)
- Gunnar Lundkvist (* 1958)
- Lars Lundkvist (* 1928)
- Niclas Lundkvist (* 1964)
- Lennart Lundmark (* 1942)
- Ernst Lundquist (1851–1938)
- Marie Lundquist (* 1950)
- Birger Lundqvist (* 1916)
- Erik Lundqvist (1902–1978)
- Ulla Lundqvist (* 1938)
- Janne Lundström (* 1941)
- Sam J. Lundwall (* 1941)
- Mikael Lybeck (1864–1925)
- Karin Lyberg (1907–2000)
- Maria Theresia Lynch (* ?)
- Göran Lysén (* 1946)
- Gustaf Adolf Lysholm (1909–1989)
- Alice Lyttkens (1897–1991)
- Yngve Lyttkens (1894–1974)

## M
- Iva Maasing (* 1930)
- Lars Madsén (1904–1974)
- Berta Magnusson (* 1928)
- Eva B. Magnusson (* 1938)
- Mathilda Malling (1864–1942) (Pseudonym = Stella Kleve)
- Åke Malm (* 1936)
- Andreas Malm (* 1977)
- Einar Malm (1900–1988)
- Magnus Malm (* 1951)
- Bertil Malmberg (1889–1958)
- Carl-Johan Malmberg (* 1950)
- Staffan Malmberg (* 1963)
- Stig Malmberg (* 1930)
- Marianne af Malmborg (* 1943)
- Tom Malmquist (*?)
- Karin Malmsjö (* 1946)
- Bodil Malmsten (* 1944)
- Bernhard Elis Malmström (1816–1865)
- Nils Åke Malmström (1907–1994)
- Maud Mangold (* 1954)
- Tony Manieri (* 1960)
- Henning Mankell (* 1948)
- Augustin Mannerheim (* 1915)
- Eva Mannerheim-Sparre (1870–1958)
- Carin Mannheimer (* 1934)
- Sara Mannheimer (* 1967)
- Fabian Månsson (1872–1932)
- Fausta Marianović (* 1956)
- Liza Marklund (* 1962)
- Martin Marklund (* 1970)
- Lasse Mårtensgård (* 1947)
- Jan Mårtenson (den ældre) (* 1933)
- Jan Mårtenson (den yngre) (* 1944)
- Bertil Mårtensson (* 1945)
- Bodil Mårtensson (* 1952)
- Jan Mårtensson (* 1943)
- Bengt Martin (1933–2010)
- Ingegärd Martinell (* 1934)
- Harry Martinson (1904–1978)
- Moa Martinson (1890–1964)
- Roland Poirier Martinsson (* 1962)
- Bo Masser (* 1954)
- Henry Peter Matthis (1892–1988)
- Ellen Mattson (* 1962)
- Olle Mattson (* 1922)
- Åsa Mattsson (* 1959)
- Britt-Marie Mattsson (* 1948)
- Eva Mattsson (* 1940)
- Pontus Mattsson (* 1965)
- Kent Mayer (* 1953)
- Katarina Mazetti (* 1944)
- Merete Mazzarella (* 1945)
- Enel Melberg (* 1943)
- Roger Melin (* 1953)
- Gabriela Melinescu (* 1942)
- Folke Mellvig (1913–1994)
- Henrik Menander (1853–1917)
- Stephan Mendel-Enk (* 1974)
- Johannes Messenius (1579–1636)
- Knut Michaelson (1841–1915)
- Hilding Mickelsson (1919–2002)
- Mats Miljand (* 1951)
- Jan Milld (* 1943)
- Ruth Milles (1873–1941)
- Björk Mirjamsdotter (* 1994)
- Åsa Moberg (* 1947)
- Eva Moberg (* 1932)
- Olof Moberg (1948–1970)
- Vilhelm Moberg (1898–1973)
- Cecilia Modig (* 1946)
- Jan Modin (* 1951)
- Cannie Möller (* 1947)
- Daniel Möller (* 1974)
- Lotte Möller (* 1938)
- Jan Moen (1933–1995)
- Arvid Mörne (1876–1946)
- Birger Mörner (1867–1930)
- Åke Mokvist (* 1944)
- Harald Molander (1858–1900)
- Lars Molin (* 1942)
- Pelle Molin (1864–1896)
- Martina Montelius (* 1975)
- Louise Montgomery (1879–1978)
- Malla Montgomery-Silfverstolpe (1782–1861)
- Lukas Moodysson (* 1969)
- John Morén (1871–?)
- Alf Mork (1926–2007)
- Jila Mossaed (* 1948)
- Peter Mosskin (* 1945)
- Jonas Moström (* 1971)
- Erik Müller (1915–2003)
- Johnny Munkhammar (* 1974)
- Axel Munthe (1857–1949)
- Anna Myrberg (1878–1931)
- Jan Myrdal (* 1927)
- Paul Myrén (1884–1951)

## N
- Görel Kristina Näslund (* 1940)
- Cilla Naumann (* 1960)
- Albin Neander (1878–1928)
- Eva Neander (1921–1950)
- Sanfrid Neander-Nilsson (1898–1950)
- Hjalmar Neiglick (1860–1889)
- Åsa Nelvin (1951–1981)
- Elisabet Nemert (* 1950)
- Ture Nerman (1886–1969)
- Håkan Nesser (* 1950)
- Hans Nestius (1936–2005)
- Folke A. Nettelblad (* 1958)
- Karin Nettelblad (* 1957)
- Lena Nevander Friström (1954–2008)
- Karl August Nicander (1799–1839)
- Mikael Niemi (* 1959)
- Tuija Nieminen Kristofferson (* 1955)
- Peter Nilson (1937–1998)
- Ruben Nilson (1893–1971)
- Bengt Nilsson (* 1951)
- Frippe Nilsson (* 1973)
- Fritiof Nilsson Piraten (1895–1972)
- Jennifer Nilsson Hager (* 1984)
- Johanna Nilsson (* 1973)
- Karl Alvar Nilsson (* 1934)
- Karl Johan Nilsson (* 1973)
- Kerstin Nilsson (* 1948)
- Macke Nilsson (1929–1982)
- Moni Nilsson-Brännström (* 1955)
- Per Nilsson (* 1954)
- Per Nilsson-Tannér (1904–1978)
- Ulf Nilsson (* 1948)
- Ulf Karl Olov Nilsson (* 1965)
- Åsa Nilsonne (* 1949)
- Peter Nisser (1919–1999)
- Anders Nodin (1960–2008)
- Eva Norberg (1915–2004)
- Kerstin Norborg (* 1961)
- Johan Nordansjö (* 1966)
- Johan Nordbeck (* 1957)
- Jenny Nordberg (*?)
- Reidar Nordenberg (* 1923)
- Hedvig Charlotta Nordenflycht (1718–1763)
- Hanna Nordenhök (* 1977)
- Nils Nordenmark (1867–1962)
- Kerstin Nordenstam (* 1935)
- Georg Nordensvan (1855–1932)
- Carl Gustaf Nordforss (1763–1832)
- Erik Ulrik Nordforss (1771–1806)
- Bernhard Nordh (1900–1972)
- Ingeborg Nordin Hennel (* 1934)
- Magnus Nordin (* 1963)
- Rune Nordin (1926–2006)
- Vera Nordin (1920–2007)
- Karl Rune Nordkvist (1920–1997)
- Hans Magnus Nordlindh (1875–1908)
- Sven Nordqvist (* 1946)
- Annok Sari Nordrå (* 1931)
- Ester Blenda Nordström (1891–1948)
- Gunnar Nordström (* 1953)
- Hans Nordström (* 1948)
- Jockum Nordström (* 1963)
- Lubbe Nordström (1882–1942)
- Tora Nordtström-Nonnier (1895–1991)
- Eric Norelius (1833–1916)
- Kjerstin Norén (* 1945)
- Lars Norén (* 1944)
- Bo Norgren (* 1954)
- Emil Norlander (1865–1935)
- Calle Norlén (* 1962)
- Arnold Norlind (1883–1929)
- Birger Norman (1914–1995)
- Hannele Norrström (1983–1993)
- Lorenz von Numers (1913–1994)
- Cletus Nelson Nwadike (* 1966)
- Fredrik Nyberg (* 1968)
- Helmer V Nyberg (1907–1980)
- Julia Nyberg (1784–1854)
- Mikael Nyberg (* 1953)
- Elsa Nyblom (1890–1956)
- Svante Nycander (* 1933)
- Carl-Adam Nycop (1909–2006)
- Thomas Nydahl (* 1952)
- Tomas Nygren (* 1956)
- Daniel Nyhlén (* 1975)
- Leif Nylén (* 1939)
- Arne Nyman (1918–1987)
- Valdemar Nyman (1904–1998)
- Bengt Nyquist (* 1932)
- Carita Nyström (* 1940)
- Erik Nyström (1879–1963)

## O
- Anders Odel (1718–1773)
- Axel Odelberg (* 1948)
- Per Odensten (* 1938)
- Nathan Odenvik (1892–1964)
- Hans Odöö (*?)
- Jenny Maria Ödman (1847–1917)
- Dag Öhrlund (* 1957)
- Lilian Öhrström (* 1945)
- Bruno K. Öijer (* 1951)
- Anna Ölander (1861–1939)
- Vladimir Oravsky (* 1947)
- Sune Örnberg (1925–2007)
- Lisa Örtengren (1945–2001)
- Jan Östergren (1940–1999)
- Klas Östergren (* 1955)
- Petra Östergren (* 1965)
- Anders Österling (1884–1981)
- Lillemor Östlin (* 1940)
- Olle Östlind (* 1938)
- Hekena Östlund (* 1971)
- Hilding Östlund (1894–1969)
- Håkan Östlundh (* 1962)
- Karl Östman (1876–1953)
- Ma Oftedal (* 1954)
- Erik Ofvandahl (1848–1949)
- Åke Ohlmarks (1911–1984)
- Henning Ohlson (1884–1941)
- Bengt Ohlsson (* 1963)
- Kristina Ohlsson (* 1979)
- Gunnar Ohrlander (1939–2010)
- Per Olaisen (* 1971)
- Brita Oledal (1906–1981)
- K.-G. Olin (* 1956)
- Ulla Olin-Nilson (1920–2009)
- Gustaf Olivecrona (1924–2005)
- Lotta Olivecrona (* 1964)
- Ivan Oljelund (1892–1978)
- Thea Oljelund (1921–2012)
- Pernilla Oljelund (* 1962)
- Lena Ollmark (* 1968)
- Bert Olls (* 1923)
- Maria Olofsson (1886–1972)
- Rune Pär Olofsson (* 1926)
- Tommy Olofsson (* 1950)
- Erik Wilhelm Olson (1891–1970)
- Albert Olsson (1904–1994)
- Anders Olsson (* 1949)
- Anna Olsson (* 1971)
- Eva Kristina Olsson (* 1958)
- Hagar Olsson (1893–1978)
- Hans Olsson (forfatter) (* 1962)
- Helena Olsson (*?)
- Ingrid Olsson (* 1977)
- Jan Olof Olsson (1920–1974)
- Linda Olsson(* 1948)
- Mats Olsson (* 1949)
- Nils Ludvoig Olsson (1893–1974)
- Ninne Olsson (* 1945)
- Sören Olsson (* 1964), arbejdede sammen med Anders Jacobsson (* 1963)
- Solveig Olsson-Hultgren (* 1958)
- Ulf Olsson (* 1953)
- Vibeke Olsson (* 1958)
- Lasse O'Månsson (1931–1988)
- Birgitta Onsell (* 1925)
- Nene Ormes (* 1975)
- Åke Ortmark (* 1929)
- Karl Gustav Ossiannilsson (1875–1970)
- Gösta Oswald (1926–1950)
- Jeanna Oterdahl (1879–1965)
- Åsa Ottosson (* 1960)
- Lars-Henrik Ottoson (1922–2010)
- Johan Gabriel Oxenstierna (Schriftsteller) (1750–1818)

## P
- Sara Paborn (* 1972)
- Lisbeth Pahnke (* 1945)
- Anna-Karin Palm (* 1961)
- Göran Palm (* 1931)
- Carsten Palmaer (* 1946)
- Henrik Bernhard Palmær (1801–1854)
- Margit Palmær (1898–1991)
- Vilhelm Fredrik Palmblad (1788–1852)
- Nils Palmborg (1921–2010)
- Gösta Palmcrantz (1888–1978)
- Ulf Palme (1920–1993)
- Conny Palmkvist (* 1973)
- Johanna Palmström (* 1979)
- Uno Palmström (1947–2003)
- Benny Pålson (* 1983)
- Vasilis Papageorgiou (* 1955)
- Henry Parland (1908–1930)
- Oscar Parland (1912–1997)
- Ralf Parland (1914–1995)
- Nils Parling (1914–2002)
- Alexandra Pascalidou (* 1970)
- Catarina Pascual Söderbaum (* 1962)
- Jeanette Pastoritza (* 1971)
- Theodor Paues (* 1974)
- Adolf Paul (1863–1943)
- Ebba Pauli (1873–1941)
- Anders Paulrud (1951–2008)
- Marit Paulsen (* 1939)
- Gustaf von Paykull (1757–1826)
- Jan Pedersen (* 1957)
- Anna-Lena Pehrsson (* 1942)
- Bo Pemer (1934–2009)
- Eva von Pepel (* 1951)
- Percival (* 1931)
- Pancho Pérez Santiago (* 1953)
- Annika Ruth Persson (* 1955)
- Annina H. Persson (* 1963)
- Christer Persson (* 1943)
- Gunilla Linn Persson (* 1956)
- Ingemar Persson (* 1954)
- Leif G.W. Persson (* 1945)
- Malte Persson (* 1976)
- Örjan Persson (* 1942)
- Ola Persson (* 1947)
- Titti Persson (* 1974)
- Åsa Petersen (* 1976)
- Dag Peterson (* 1939)
- Hans Peterson (* 1922)
- Ivan Mathias Petersson (* 1971)
- Elisabet Peterzén (* 1938)
- Elsie Petrén (* 1954)
- Kristian Petri (* 1956)
- Allan Rune Pettersson (* 1936)
- Astrid Pettersson (1909–1998)
- Bertil Pettersson (* 1932)
- Gunnar Pettersson (* 1951)
- Henrik Pettersson (* 1976)
- Joel Pettersson (1892–1937)
- Anders Piltz (* 1943)
- Rolf Pipping (1889–1963)
- Joakim Pirinen (* 1961)
- Gustaf von Platen (1917–2003)
- Magnus von Platen (1920–2002)
- Agneta Pleijel (* 1940)
- Sonja Pleijel (1909–1996)
- Bengt Pohjanen (* 1944)
- Peter Pohl (* 1940)
- Emerentia Polhem (1703–1760)
- Anders Pontén (1934–2009)
- Susanna Popova (* 1956)
- Zvonimir Popovic (* 1934)
- Joachim Posener (* 1964)
- Amelie Posse (1884–1957)
- Eric von Post (1899–1990)
- Göran Printz-Påhlson (1931–2006)
- Peeter Puide (* 1938)

## R
- Lars Mikael Raattamaa (* 1964)
- Marcus Radetzki (* 1967)
- Karl Johan Rådström (1893–1953)
- Niklas Rådström (* 1953)
- Pär Rådström (1925–1963)
- Leonard Fredrik Rääf (1786–1872)
- Per Ragnar (* 1941)
- Bunny Ragnerstam (* 1944)
- Sohrab Rahimi (* 1962)
- Lars Rambe (* 1968)
- Per Lennart Ramberg (* 1960)
- Stig Ramel (1927–2006)
- Marie Louise Ramnefalk (1941–2008)
- Karolina Ramqvist (* 1976)
- Jully Ramsay (1865–1919)
- Björn Ranelid (* 1949)
- Ture Rangström (* 1944)
- Maria Rankka (* 1975)
- Ludvig Rasmusson (* 1936)
- Märta Helena Reenstierna (1753–1841)
- Sebastian Rehnman (* 1969)
- Charlotte Reimarson (* 1927)
- Bengt Renander (* 1958)
- Mikael Reuter (* 1943)
- Maud Reuterswärd (1920–1980)
- Eva Ribich (* 1970)
- Jacob Richardson (1687–1759)
- Ebba Richert (1904–1980)
- Levi Rickson (1868–1967)
- Sten Rinlado (1906–1989)
- Per-Anders Ring (* 1978)
- Ragnar Ring (1882–1956)
- Gabrielle Ringertz (1863–?)
- Magnus Ringgren (* 1949)
- Ester Ringnér-Lundgren (1907–1993)
- Frans Ristilammi (* 1925)
- Per-Makku Ristilammi (* 1958)
- Paolo Roberto (* 1969)
- Bengt Robertson (1935–2008)
- H.-K. Rönblom (1901–1965)
- Arnold Rörling (1912–1972)
- Andreas Roman (* 1975)
- Johan Romin (* 1966)
- Sid Roland Rommerud (1915–1977)
- Anna Roos (* 1961)
- Anna Maria Roos (1862–1938)
- Lars Rosander (* 1935)
- Robert Rosén (* 1944)
- Göran Rosenberg (* 1948)
- Sven Roendahl (1913–1990)
- Ludmilla Rosengren (* 1968)
- Carl Olof Rosenius (1816–1868)
- Paul Rosenius (18665–1957)
- Vilhelm Teodor Rosenqvist (1856–1925)
- Anders Roslund (* 1961)
- Ann Rosman (* 1973)
- Matilda Ross (1852–1908)
- Olof Rubenson (1869–1909)
- Joanna Rubin Dranger (* 1970)
- Elias Vilhelm Ruda (1807–1833)
- Olof Rudbeck (1750–1777)
- Birgitta Rudberg (*?)
- Daniel Rudberg (1727–1788)
- Denise Rudberg (* 1971)
- Carl Rudenschöld (1698–1783)
- Dagmar Ruin Ramsey (1894–1977)
- Hans Ruin (1891–1980)
- Arvid Rundberg (1932–2010)
- Xiao Rundcrantz (* 1966)
- Per-Erik Rundquist (1912–1986)
- Joel Rundt (1879–1971)
- Fredrika Charlotta Runeberg (1807–1879)
- Johan Ludvig Runeberg (1804–1877)
- Fredrika Runeberg (1807–1879)
- Nino Runeberg (1874–1934)
- Björn Runeborg (* 1937)
- Eva Runefelt (* 1953)
- Johan Runius (1679–1713)
- Åke Runnquist (1919–1991)
- Gösta Rybrant (1904–1967)
- Yngve Ryd (* 1952)
- Carina Rydberg (* 1962)
- Viktor Rydberg (1828–1895)
- Annbritt Ryde (* 1937)
- Ellen Rydelius (1895–1957)
- Sölve Rydell (* 1939)
- Inger Rydén (* 1944)
- Jens Rydgren (* 1969)
- Mats Rydman (1930–1991)
- Oscar Rydqvist (1893–1965)
- Elsi Rydsjö (* 1920)
- Anna Rydstedt (1928–1994)
- Elisabeth Rynell (* 1954)

## S
- Göran Sahlberg (* 1954)
- Aleksandar-Pal Sakala (* 1968)
- Sven Edvin Salje (1914–1998)
- Leif Salmén (* 1952)
- Johannes Salminen (* 1925)
- Sally Salminen (1906–1976)
- Kurt Salomonson (* 1929)
- Anita Salomonsson (* 1935)
- Lars Salvius (1706–1773)
- Caroline Salzinger (* 1975)
- Lars-Eric Samuelsson (1921–2010)
- Rune B. Samuelsson (* 1930)
- Tony Samuelsson (* 1961)
- Arne Sand (1927–1963)
- Ronnie Sandahl (* 1984)
- Algot Sandberg (1865–1922)
- Inger Sandberg (* 1930)
- Kristina Sandberg (* 1971)
- Lasse Sandberg (* 1924)
- Nils-Eric Sandberg (* 1940)
- Maria Sandel (1870–1927)
- Peter Sandelin (* 1930)
- Håkan Sandell (* 1962)
- Lina Sandell-Berg (1832–1903)
- Margit Sandemo (* 1924)
- Mårten Sandén (* 1962)
- Gunnar E. Sandgren (* 1929)
- Gustav Sandgren (1904–1983)
- Irmelin Sandman Lilius (* 1936)
- Åke Sandstedt (* 1951)
- Albert Sandström (* 1924)
- Allan Sandström (* 1933)
- Colibrine Sandström (* 1928)
- Lasse Sandström (* 1952)
- Martha Sandwall-Bergström (1913–2000)
- Margareta Sarri (* 1944)
- Hassan Loo Sattarvandi (* 1975)
- Elisabeth Schalin = Pseudonym for Jean Bolinder
- Harry Schein (1924–2006)
- Maria Scherer (Schriftstellerin) (* 1943)
- Göran Schildt (1917–2009)
- Runar Schildt (1888–1925)
- Folke Schimanski (* 1936)
- Johanna Schiratzki (* 1963)
- Niklas Schiöler (* 1964)
- Bosse Schön (* 1951)
- Ebbe Schön (* 1929)
- Solveig von Schoultz (1907–1996)
- Gustaf Schröder (1824–1912)
- Bertil Schütt (1909–1983)
- Roland Schütt (1913–2005)
- Anna Schulze (* 1968)
- Marie Sophie Schwartz (1819–1894)
- Åsa Schwarz (* 1973)
- Bea Uusma Schyffer (* 1966)
- Barbro Sedwall (1918–2008)
- Staffan Seeberg (* 1938)
- Fredrik Segerfeldt (* 1970)
- Bo Sehlberg (1944–2004)
- Gunhild Sehlin (1911–1996)
- Elias Sehlstedt (1808–1874)
- Sten Selander (1891–1957)
- Gösta Selling (1900–1996)
- Eugen Semitjov (1923–1987)
- Vladimir Semitjov (1882–1939)
- Steve Sem-Sandberg (* 1958)
- Gunnar Serner = Pseudonym for Frank Heller
- Carl-John Seth (* 1938)
- Carl Magnus von Seth (* 1922)
- Bo Setterlind (1923–1991)
- Kid Severin (1909–2000)
- Nathan Shachar (* 1951)
- Israel Shamir (* 1947)
- Helena Sigander (*?)
- Jan Sigurd (* 1955)
- Leif Silbersky (* 1938)
- Gunnar Mascoll Silfverstolpe (1893–1942)
- Marie Silkeberg (* 1961)
- Fredrik Silverstolpe (1947–2001)
- Thomas Simonsson (1380–1443)
- Ulf Sindt (* 1955)
- Sigfrid Siwertz (1882–1970)
- Sven Sixten (1929–2001)
- Anders Sjöberg (* 1957)
- Birger Sjöberg (Journalist) (1885–1929)
- Birger Sjörberg (* 1953)
- Erik Sjöberg (1794–1928)
- Fredrik Sjöberg (* 1958)
- Gösta Sjöberg (1880–1967)
- Lars Sjöberg (* 1941)
- Nils Lorens Sjöberg (1754–1822)
- Stanley Sjöberg (* 1936)
- Ursula Sjöberg (* 1941)
- Jarl Sjöblom (1932–1982)
- Eva Sjödin (* 1956)
- Nils Eric Sjödin (1934–2009)
- Stig Sjödin (1917–1993)
- Tomas Sjödin (* 1959)
- Bengt Sjögren (1925–2009)
- Lennart Sjögren (* 1930)
- Peder Sjögren (1905–1966)
- Per-Olof Sjögren (1919–2005)
- Vivi-Ann Sjögren (* 1938)
- Daniel Sjölin (* 1977)
- Walter Sjölin (1902–1972)
- Vilgot Sjöman (1924–2006)
- Ulf Sjöstedt (1935–2009)
- Ingrid Sjöstrand (* 1922)
- Östen Sjöstrand (1925–2006)
- Gunnar Sjöström (1901–1977)
- Sanna Sjösward (* 1973)
- Maj Sjöwall (* 1935)
- Anette Skåhlberg (*?)
- Alexander Skantze (* 1972)
- Gitten Skiöld (* 1954)
- Bo Sköld (* 1924)
- Inger Skote (* 1933)
- Staffan Skott (* 1943)
- Linda Skugge (* 1973)
- Göran Skytte (* 1945)
- Åke Smedberg (* 1948)
- Barbro Smeds (* 1950)
- Karin Smirnoff (1880–1973)
- Ann Smith (* 1930)
- Carl Edvard Smith (1843–1928)
- Ejnar Smith (1878–1928)
- Johan Vilhelm Snellman (1806–1881)
- Carl Snoilsky (1841–1903)
- Pelle Sollerman (1914–2006)
- Anna Sommansson (* 1967)
- Gustaf Lorentz Sommelius (1811–1848)
- Anders Soneryd (* 1973)
- Göran Sonnevi (* 1939)
- Bobi Sourander (1922–2008)
- Arvid Johan Spaldencreutz (1782–1828)
- Anna Sparre (1906–1993)
- Birgit Th. Sparre (1903–1984)
- Anders Sparrman (1748–1820)
- Haquin Spegel (1645–1714)
- Berit Spong (1895–1970)
- David Sprengel (1880–1941)
- Pehr Gustaf Staaff (1856–1903)
- Ingegerd Stadener (1903–1968)
- Karl Staf (1915–2008)
- Erik Johan Stagnelius (1793–1823)
- Robert Ståhl (* 1948)
- Wilhelmina Stålberg (1803–1872)
- Gunnar Ståldal (* 1929)
- Pernilla Stalfelt (* 1962)
- Karl Georg Starbäck (1828–1885)
- Viveka Starfelt (1906–1976)
- Ulf Stark (* 1944)
- Viveca Sten (* 1959)
- Birgitta Stenberg (* 1932)
- Magnus Stenborg (1911–2007)
- Johan Stenhammar (1769–1799)
- Sara Stenholm (* 1971)
- Yrsa Stenius (* 1945)
- Isak Georg Stenman (1916–1867)
- Per Stenmarck (* 1951)
- Carin Stenström (* 1947)
- Matts Adolf Stenström (1892–1965)
- Sofia Stenström (* 1978)
- Stefan Stenudd (* 1954)
- Georg Stiernhielm (1598–1672)
- Marika Stiernstedt (1875–1954)
- Oline Stig (* 1966)
- Wilfrid Stinissen (* 1927)
- Oscar Stjerne (1873–1917)
- Staffan Stolpe (* 1943)
- Sven Stolpe (1905–1996)
- Lina Stoltz (* 1974)
- C.V.A. Strandberg (1818–1877)
- Ingela Strandberg (* 1944)
- Kerstin Strandberg (* 1932)
- Kerstin Strandberg (1865–1950)
- Olle Strandberg (1910–1956)
- Artur Strid (* 1937)
- Kicki Stridh(*?)
- Gusti Stridsberg (1892–1978)
- Sara Stridsberg (* 1972)
- August Strindberg (1849–1912)
- Axel Strindberg (1910–2000)
- Eva Ström (* 1947)
- Fredrik Ström (1880–1948)
- Cecila Strömberg (* 1968)
- Ragnar Strömberg (* 1950)
- Sigge Strömberg (1885–1920)
- Hjalmar Strömer (1849–1886)
- Stig Strömholm (* 1931)
- Lasse Strömstedt (1935–2009)
- Lotten Strömstedt (* 1962)
- Margareta Strömstedt (* 1931)
- Constantina Strussenfelt (1803–1847)
- Wava Stürmer (* 1929)
- Christer Sturmark (* 1964)
- Ocar Patric Sturzen-Becker (1811–1869)
- Tanja Suhinina (* 1984)
- Daniel Suhonen (* 1979)
- Lars Sund (* 1953)
- Viktor Sund (1891–1966)
- Annika Sundbaum-Melin (* 1962)
- Kjell Sundberg (1934–1978)
- Johannes Sundblad (1826–1896)
- Gunnar Sundell (1903–1970)
- Daniel Anton Sundén (1828–1910)
- Dick Sundevall (* 1946)
- Kajsa Sundin (* 1977)
- Per Olof Sundman (1922–1992)
- Christel Sundqvist (* 1970)
- Gun-Britt Sundström (* 1945)
- Johan Rudolf Sundström (1874–1954)
- Vic Suneson (1911–1975)
- Eva Susso (* 1956)
- Jan Svärd (* 1941)
- Clas Svahn (* 1958)
- Gustava Svanström (1874–1935)
- Annakarin Svedberg (* 1934)
- Ulf Svedberg (* 1935)
- Olov Svedelid (1932–2008)
- Julia Svedelius (1870–1955)
- Hedvid Svedenborg (1872–1962)
- Maria Sveland (* 1974)
- Jesper Svenbro (* 1944)
- Carl Elof Svenning (1904–1984)
- Olle Svenning (* 1942)
- Alice Svensk (1893–1971)
- Åke Svensson (* 1941)
- Amanda Svensson (* 1987)
- Goerg Svensson (1904–1998)
- Nils Gunnar Svensson (* 1935)
- Lars-Håkan Svensson (* 1944)
- Mattias Svensson (* 1972)
- Olle Svensson (* 1904)
- Per Svensson (* 1956)
- Roland Svensson (1910–2003)
- Erland Svenungsson (* 1944)
- Torsten Sverenius (* 1956)
- Anne Swärd (*1969 )
- Jan Henrik Swahn (* 1959)
- Sven Christer Swahn (1933–2005)
- Lena Katarina Swanberg (* 1947)
- Jerker Swande (* 1950)
- Richard Swartz (* 1945)
- Eva Swedenmark (* 1944)
- Anthony Swerling (1944–2004)
- Ebba von Sydow (* 1981)
- Leif Syrén (* 1943)
- Stefan Szende (1901–1985)
- Torbjörn Säfve (* 1941)
- Ida Säll (* 1985)
- Per-Olof Sännås (*1949)
- Herman Sätherberg (1812–1897)
- Ove Säverman (* 1944)
- Charlie Söderberg (* 1974)
- Hjalmar Söderberg (1869–1941)
- Lasse Söderberg (* 1931)
- Marianne Söderberg (* 1943)
- Bengt Söderbergh (* 1925)
- Staffan Söderblom (* 1947)
- Edith Södergran (1892–1923)
- Henning Söderhjelm (1888–1967)
- Kai Söderhjelm (1918–1996)
- Martin Söderhjelm (1913–1991)
- Margit Söderholm (1905–1986)
- Christina Sörderling-Brydolf (1911–1999)
- Ann Söderlund (* 1972)
- Mats Söderlund (* 1965)
- Sven Söderman (1866–1930)
- Algot Söderström (*?)
- Herbert Söderström (1930–2002)
- Ole Söderström (1914–2002)
- Py Sörman (1897–1947)
- Sven Sörmark (1923–1987)

## T
- Katarina Taikon (1932–1995)
- Maarja Talgre (* 1945)
- Gellert Tamas (* 1963)
- Henrik Tandefeldt (* 1942)
- Evert Taube (1890–1976)
- Karl August Tavaststjerna (1860–1898)
- Jacob Tegengren (1875–1956)
- Esaias Tegnér (1782–1846)
- Börje Teijler (1921–1996)
- Johan Tell (* 1959)
- Per Erik Tell (* 1956)
- Mikael Tellbe (* 1960)
- Birgit Tengroth (1915–1983)
- Jacob Tengström (1755–1832)
- Alf Tergel (1935–2007)
- Martin Theander (* 1961)
- Nathanaël Thenstedt (1731–1808)
- Johan Theorin (* 1963)
- Gösta Theslöf (1872–1939)
- Ernest Thiel (1859–1947)
- Tage Thiel (1909–1990)
- Torbjörn Thörngren (* 1925)
- Olle Thörnvall (* 1952)
- Johan Henrik Thomander (1798–1865)
- Annika Thor (* 1950)
- Carolina Thorell (* 1961)
- Fritz Thorén (1899–1950)
- Thomas Thorild (1759–1808)
- Staffan Thorsell (* 1943)
- Kerstin Thorvall (1925–2010)
- Ragnar Thoursie (1919–2010)
- Erik Thulin (* 1974)
- Karin Thunberg (* 1949)
- Johanna Thydell (* 1980)
- Charlotte Cecilia af Tibell (1820–1901)
- Hugo Tiberg (* 1929)
- Andrej Tichý (* 1978)
- Anna-Clara Tidholm (* 1946)
- Thomas Tidholm (* 1943)
- Örnulf Tigerstedt (1900–1962)
- Henrik Tikkanen (1924–1984)
- Märta Tikkanen (* 1935)
- Samuel Olof Tilas (1744–1772)
- Katja Timgren (* 1981)
- Göran Tivenius (* 1957)
- Staffan Tjerneld (1910–1989)
- Gunnel Törnander (1937–2006)
- Mia Törnblom (* 1967)
- Adolf Törneros (1794–1839)
- Arne Törnqvist (1932–2003)
- Peter Törnqvist (* 1963)
- Helge Törnros (1914–2002)
- Anna Törnström (1860–1923)
- Ida Törnström (1862–1949)
- Hans G. Tonndorf (1915–2005)
- Zacharias Topelius (Zachris Topelius) (1818–1898)
- Urban Torhamn (1930–2010)
- Majken Torkeli (* 1916)
- Mats Tormod (* 1946)
- Rita Tornborg (* 1926)
- Björner Torsson (* 1937)
- Lars Torstenson (* 1958)
- Ole Torvalds (1916–1995)
- Anna Toss (* 1962)
- Arne Trankell (1919–1984)
- Tomas Tranströmer (* 1931)
- Laura Trenter (* 1961)
- Stieg Trenter (1914–1967)
- Ulla Trenter (* 1936)
- Rasmus Troedsson (* 1964)
- Elsa af Trolle (1886–1953)
- Ingrid af Trolle (1920–2008)
- Aino Trosell (* 1949)
- Astrid Trotzig (* 1970)
- Birgitta Trotzig (1929–2011)
- Ida Trotzig (1864–1943)
- Camilla Tubertini (* 1966)
- Erik Tudeer (1931–2001)
- Jenny Tundedal (* 1973)
- Göran Tunström (1937–2000)
- Mirjam Touminen (1913–1967)
- Helene Tursten (* 1954)

## U
- Carl Uggla (* 1944)
- Jan Olov Ullén (* 1934)
- Erik Erland Ullman (1749–1821)
- Gustaf Ullman (1881–1945)
- Robert Ulvede (* 1965)
- lars Ulvenstam (* 1921)
- Lennart Undvall (* 1941)
- Gästa Unefäldt (* 1926)
- Valter Unefäldt (* 1923)
- Johan Unenge (* 1963)
- Ingemar Unge (* 1944)
- Mirja Unge (* 1973)
- Edith Unnerstad (1900–1982)
- Arne Upling (* 1933)
- Aivva Uppström (1881–1971)
- Henri Usselmann (* 1930)

## V
- Astrd Väring (1892–1978)
- Rudolf Värnlund (1900–1945)
- Ana L. Valdés (* 1953)
- Guido Valentin (1895–1952)
- Emma Vall Pseudonym for forfatterne Maria Herngren, Eva Swedenmark og Annica Wennström
- Carl-Johan Vallgren (* 1964)
- Gunnel Vallquist (* 1918)
- René Vázquez Díaz (* 1952)
- Evert Vedung (* 1938)
- Karl Vennberg (1919–1995)
- Jan Verner-Carlsson (* 1955)
- Fredrik Vetterlund (1885–1960)
- Anders Victorin (1944–2006)
- Harald Victorin (1889–1960)
- Erik Videgård (* 1960)
- David Vikgren (* 1975)
- Daniel Viklund (1908–1996)
- Albert Viksten (1889–1969)
- Sven Viksten (1925–1990)
- Birger Vikström (1921–1958)
- Monica Vikstöm-Jokela (* 1960)
- Sara Villius (* 1976)
- John Virapen (* 1942)
- Jerker Virdborg (* 1971)
- Barbara Voors (* 1967)
- Cornelis Vreeswijk (1937–1987)
- Birgitta de Vylder-Bellander (1901–1973)

## W
- Nils Erik Wååg (19221–1998)
- Ian Wachtmeister (* 1932)
- Sara Wacklin (1790–1846)
- Torkel Wächter (* 1961)
- Elin Wägner (1882–1949)
- Harald Wägner (1885–1925)
- Are Waerland (1876–1955)
- Anna-Lisa Wärnlöf (1911–1987)
- Anna Wästberg (1832–1905)
- Anna-Lena Wästberg (* 1927)
- Per Wästberg (* 1933)
- Merit Wager (* 1946)
- Anastasia Wahl (*?)
- Mats Wahl (* 1945)
- Peter Wahlbeck (* 1963)
- Gideon Wahlberg (1890–1948)
- Christina Wahldén (* 1965)
- Karin Wahlberg (* 1950)
- John Wahlborg (1869–1926)
- Ingvar Wahlén (1925–1989)
- Anna Wahlgren (* 1942)
- Inger Wahlöö (1930–2005)
- Per Wahlöö (1926–1975)
- Erik Wahlström (* 1945)
- Gunnar Wahlström (1903–1983)
- Lydia Wahlström (1869–1954)
- Per Erik Wahlund (1923–2009)
- Rune Waldekranz (1911–2003)
- Willy Walfridsson (1904–1968)
- Bengt V. Wall (1916–1998)
- Anders Wallén (* 1956)
- Jacob Wallenberg (1746–1778)
- Axel Wallengren (1865–1896)
- Johan Olof Wallin (1779–1839)
- Ernst Wallmark (1834–1910)
- Per Adam Wallmark (1777–1858)
- Einar Wallquist (1896–1985)
- Erik Wallrup (* 1966)
- Hanna Wallsten (* 1973)
- Jan Erik Walter (*?)
- Ming Wang-Sonnerup (* 1949)
- Simon Warburg (1835–1865)
- Cajsa Warg (1703–1769)
- Stig Warren (1912–1994)
- Åke Wassing (1919–1972)
- Danny Wattin (* 1973)
- Maria Waxin (* 1957)
- Maud Webster (* 1968)
- Josef Julius Wecksell (1838–1907)
- Kim Weckström (* 1952)
- Kristian Wedel (* 1971)
- Åke Wedin (1936–2007)
- Jakob Wegelius (* 1966)
- Jennifer Wegerup (* 1972)
- Peter Weiss (1906–1982)
- Lars Welamson (1921–2006)
- Johan Wellander (1735–1783)
- Carolina Weltzin (1754–1812)
- Adéle Weman (1844–1936)
- Marguerite Wenner-Gren (1891–1973)
- Gunnar Wennerberg (1817–1901)
- Oscar Wennersten (1868–1922)
- Katarina Wennstam (* 1973)
- Karl Edmund Wenström (1810–1879)
- Barbro Werkmäster (* 1932)
- Sven Wernström (* 1925)
- Jacques Werup (* 1945)
- Anna Westberg (1946–2005)
- Sven Westerberg (* 1945)
- Per-Åke Westerlund (* 1956)
- Staffanm Westerlund (* 1942)
- Madeleine Westin (* 1965)
- Johanna Westman (* 1969)
- Kjell Westö (* 1961)
- Gunnar Westrin (* 1946)
- Carl Anton Wetterbergh (1804–1889)
- Josefina Wettergrund (1830–1903)
- Onni Wetterhoff (1835–1892)
- Svante Weyler (* 1953)
- Anders Wiberg (1816–1887)
- Eva Wichman (1908–1975)
- Lars Widding (1924–1994)
- Anna Greta Wide (1920–1965)
- Gunnar Widegren (1886–1959)
- Albin Widén (1897–1983)
- Siv Widerberg (* 1931)
- Filippa Widlund (* 1968)
- Kristina Widman (* 1929)
- Martin Widmark (* 1961)
- Staffan Widstrand (* 1959)
- Jujja Wieslander (* 1944)
- Tomas Wieslander (1940–1996)
- John Wigforss (1872–1909)
- Maj-Britt Wiggh (* 1952)
- Eva Wigström (1832–1901)
- Erik Wijk (* 1963)
- Carl-Henning Wijkmark (* 1934)
- Inga-Britt Wik (1930–2008)
- Eva Wikander (1947–2002)
- Ola Wikander (* 1981)
- Örjan Wikander (* 1943)
- Fredrik Wikingson (* 1973)
- Mats Wiklund (* 1958)
- Pontus Wikner (1837–1888)
- Cecilia Wikström (* 1965)
- Olga Wikström (1905–1988)
- Per Wikström (* 1957)
- Gunborg Wildh (* 1919)
- Wilhelm von Schweden (1884–1965)
- Margit von Willebrand-Hollmerus (1894–1982)
- Liselott Willén (* 1972)
- Caroline Willfox (* 1985)
- Magnus William-Olsson (* 1960)
- Roger Wilson (* 1970)
- Maria Wine (1912–2003)
- Erik Winqvist (* 1953)
- Herta Wirén (1899–1993)
- Carl David af Wirsén (1842–1912)
- Per Wirtén (* 1958)
- Sten Wistrand (* 1954)
- Otto Witt (1875–1923)
- Lars Wivallius (1605–1669)
- Rolf Wohlin (* 1938)
- Gunilla Wolde (1939-2015)
- Jan Wolf-Watz (* 1945)
- Pauline Wolff (* 1971)
- Beppe Wolgers (1928–1986)
- Ola Wong (* 1977)
- Henrik Wranér (1853–1908)
- Eric Wrangel (1686–1765)
- Fredrik Wulff (1845–1930)
- Thomas Wulff (* 1953)

## Y
- Hannu Ylitalo (1934–2007)
- Sven Yrvind (* 1939)
- Lil Yunkers (* 1913)
- Nina Yunkers (*?)

## Z
- Alvar Zacke (1904–1977)
- Beatrice Zade (1875–1948)
- Monica Zak (* 1939)
- Maciej Zaremba (* 1951)
- Alexandra Zazzi (* 1966)
- Carl Samuel Fredrik von Zeipel (1793–1849)
- Maria Zennström (* 1962)
- Leif Zern (* 1939)
- Finn Zetterholm (* 1945)
- Gertrud Zetterholm (* 1918)
- Tore Zetterholm (1915–2001)
- Ingrid Zetterlund-Persson (* 1957)
- Carl Zetterström (1950–2005)
- Hasse Zetterström (1877–1946)
- Marianne Zetterström (1912–1997)
- Emil Zilliacus (1878–1961)
- Jutta Zilliacus (* 1925)
- Erik Zsiga (* 1976)
- Eva von Zweigbergk (1906–1984)
- Helena von Zweigbergk (* 1952)

## Å
- Daniel Åberg (* 1975)
- John Einar Åberg (1908–1999)
- Jon Olof Åberg (1843–1898)